# Нарвское шоссе (Таллин)
На́рвское шоссе́, также На́рва ма́антеэ (эст. Narva maantee) — магистральная улица в Таллине, столице Эстонии. Вторая по протяжённости улица города после Пярнуского шоссе. Проходит от площади Виру до границы Таллина. Нумерация домов ведётся от площади Виру.

## География
Пролегает через районы Кесклинн (микрорайоны Сюдалинн, Садама, Компасси, Рауа и Кадриорг), Ласнамяэ (микрорайоны Курепыллу, Паэвялья, Лоопеалсе, Катлери, Куристику, Прийсле) и Пирита (микрорайон Иру). Основное направление — на восток. Начинается у площади Виру, пролегает по окраине парка Кадриорг, после перекрёстка с улицей Пирита поворачивает вправо и идёт вверх по склону, проходит по Ласнамяэскому глинту и за мостом Иру доходит до границы Таллина. Далее переходит в Старо-Нарвское шоссе. Современное шоссе Таллин—Нарва начинается у Петербургского шоссе.
Самые крупные улицы, с которыми пересекается Нарвское шоссе: Хобуяама, Виллема Реймана, Пронкси, Ф. Р. Крейцвальда, Юри Вильмса, Лидии Койдула, Аугуста Вейценберга, Яана Поска, Рейди, Пирита, Юхана Смуула, Мустакиви, Козе, Прийсле, Вабаыхукооли и Пярнамяэ. Последний перекрёсток находится в точке пересечения границ Таллина, волости Виймси и волости Йыэляхтме.
Протяжённость Нарвского шоссе — 9913 м.

## История
Улица и её отдельные части в разные годы носили названия Wierscher Weg (1743), Wesenbergsche Straße (1801), Narvsche Straße, Нарвская улица, St. Peterburgsche Straße, Петербургская дорога, Catharinenthalsche Straße. В годы немецкой оккупации (1941—1944) часть улицы назвалась Адольф Гитлер-штрассе (нем. Adolf Hitler Straße).
Булыжная мостовая была выложена в 1852 году.
Название Нарвское шоссе утверждено решением Ревельского магистрата от 1872 года. В Советской Эстонии шоссе включало в себя отрезок от моста Иру до железно-дорожного переезда Маарду и являлось самой протяжённой улицей Таллина (более 14 км).

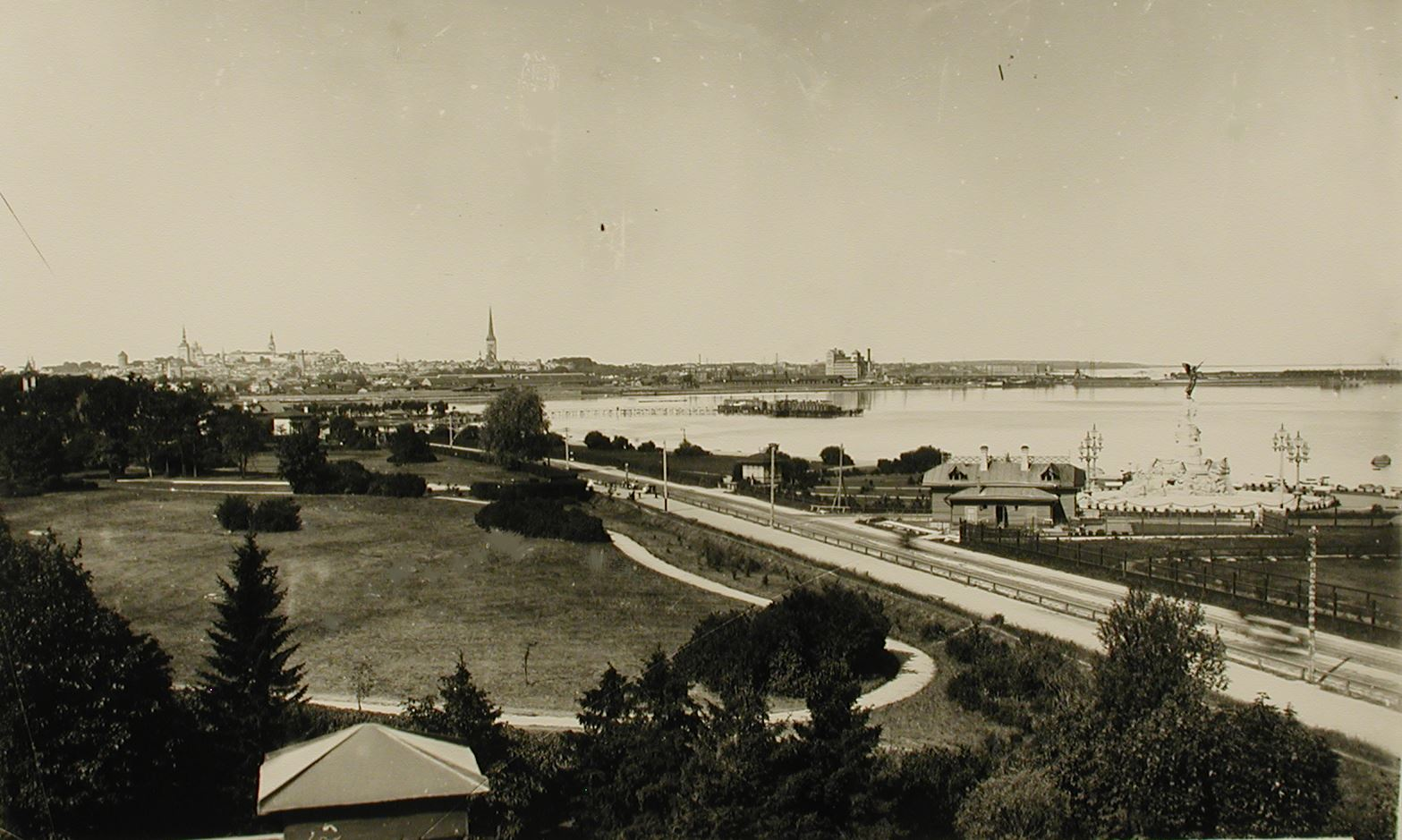
Вид на Нарвское шоссе в районе Кадриорга, 1920—1930-е годы
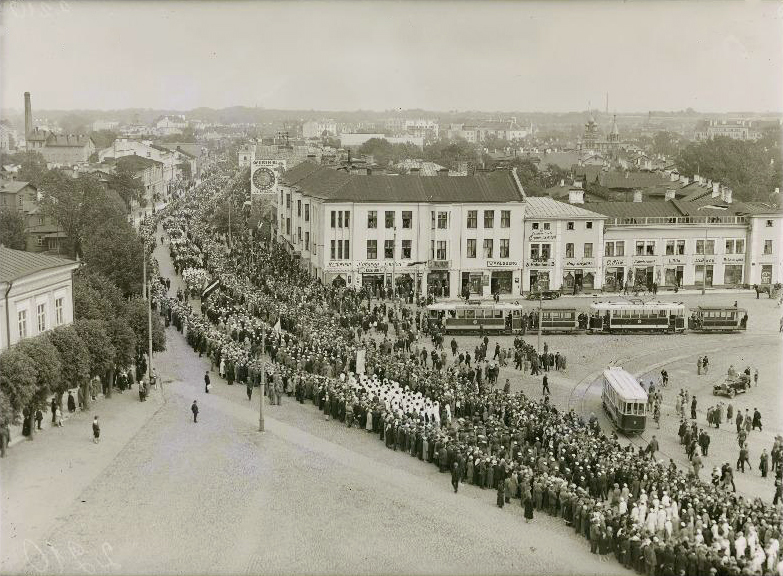
Шествие по Нарвскому шоссе в честь IX Праздника песни, 1928 год
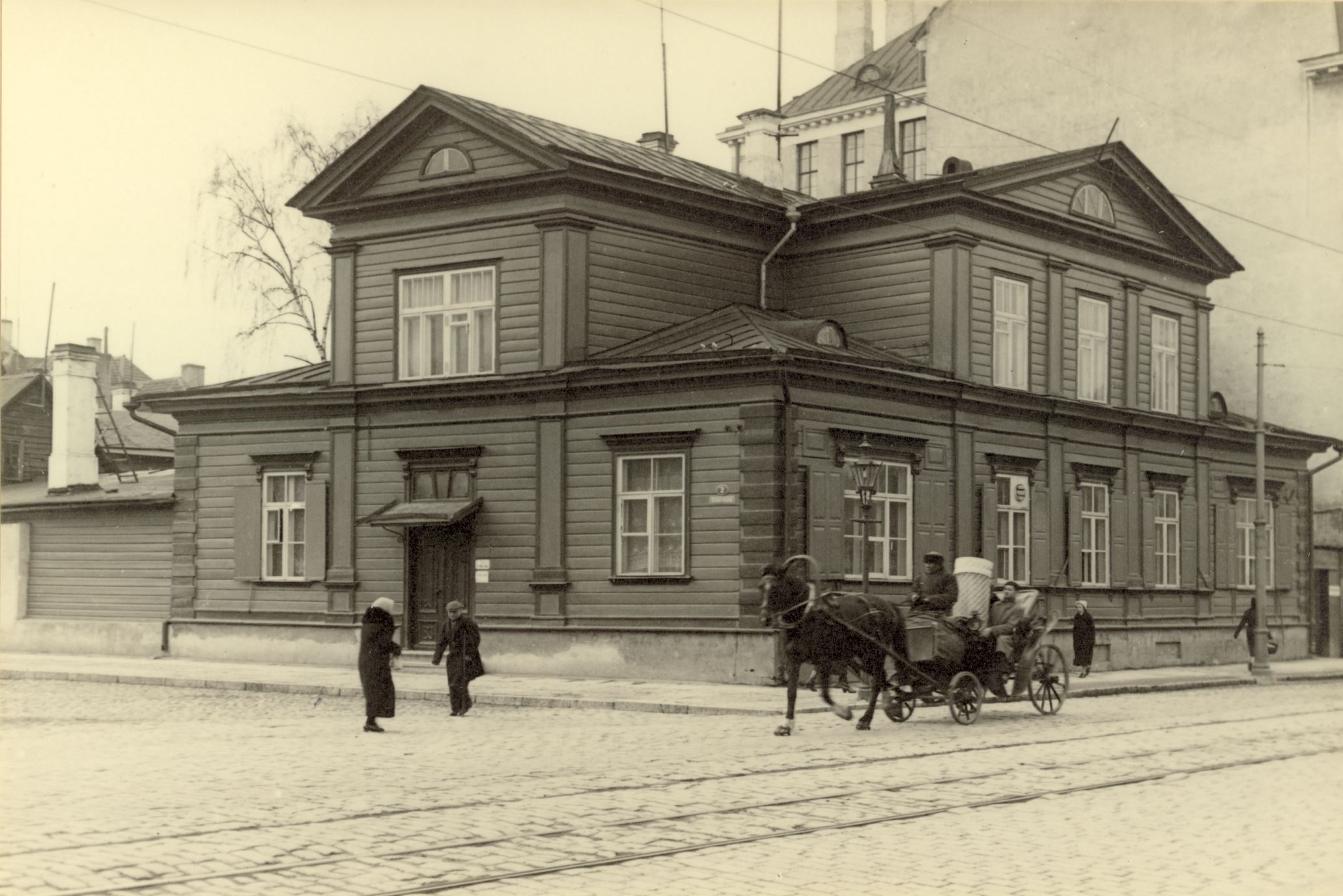
Перекрёсток Нарвского шоссе и улицы Крейцвальда, 1939 год
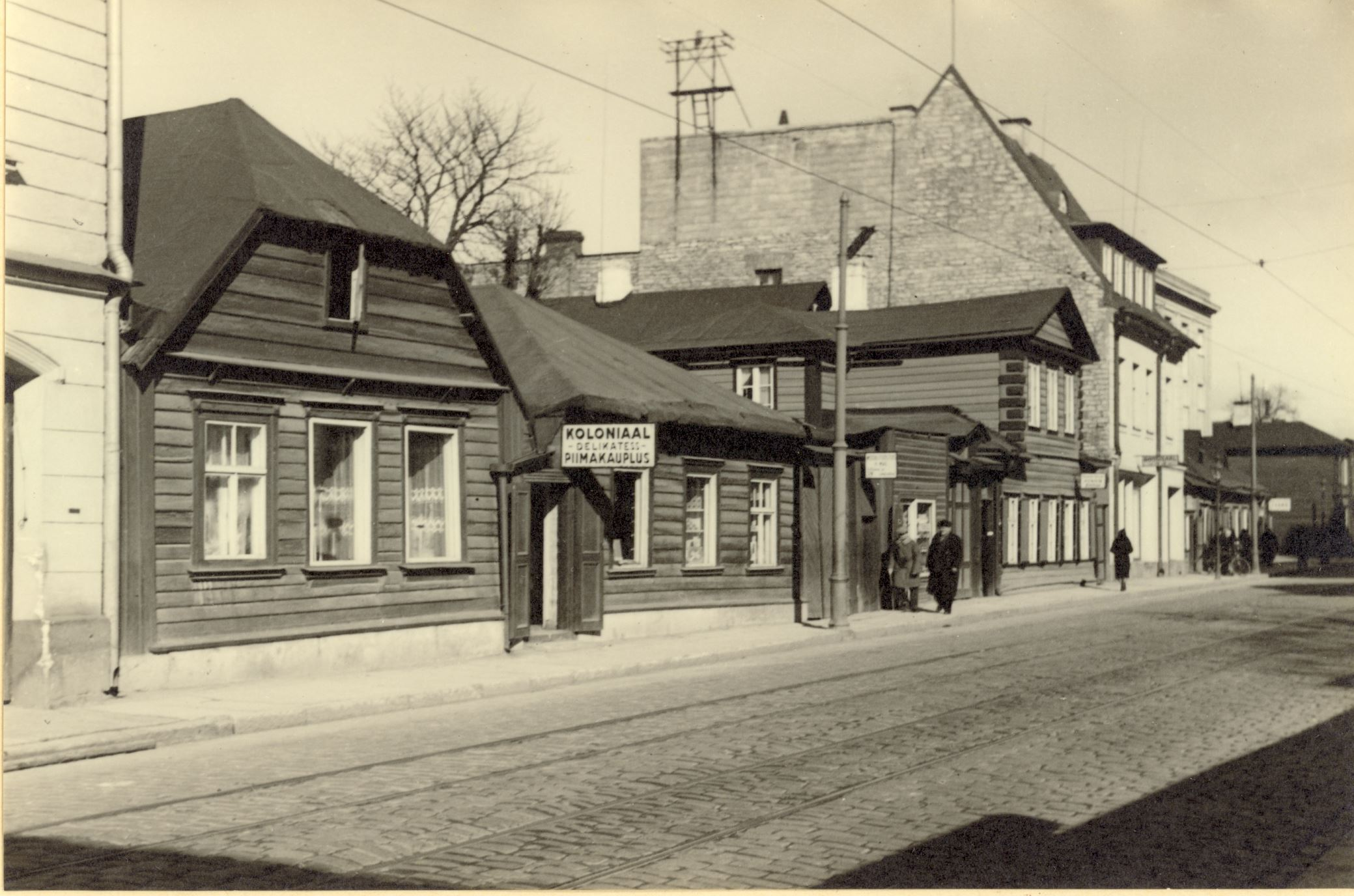
Дом 39 в 1939 году
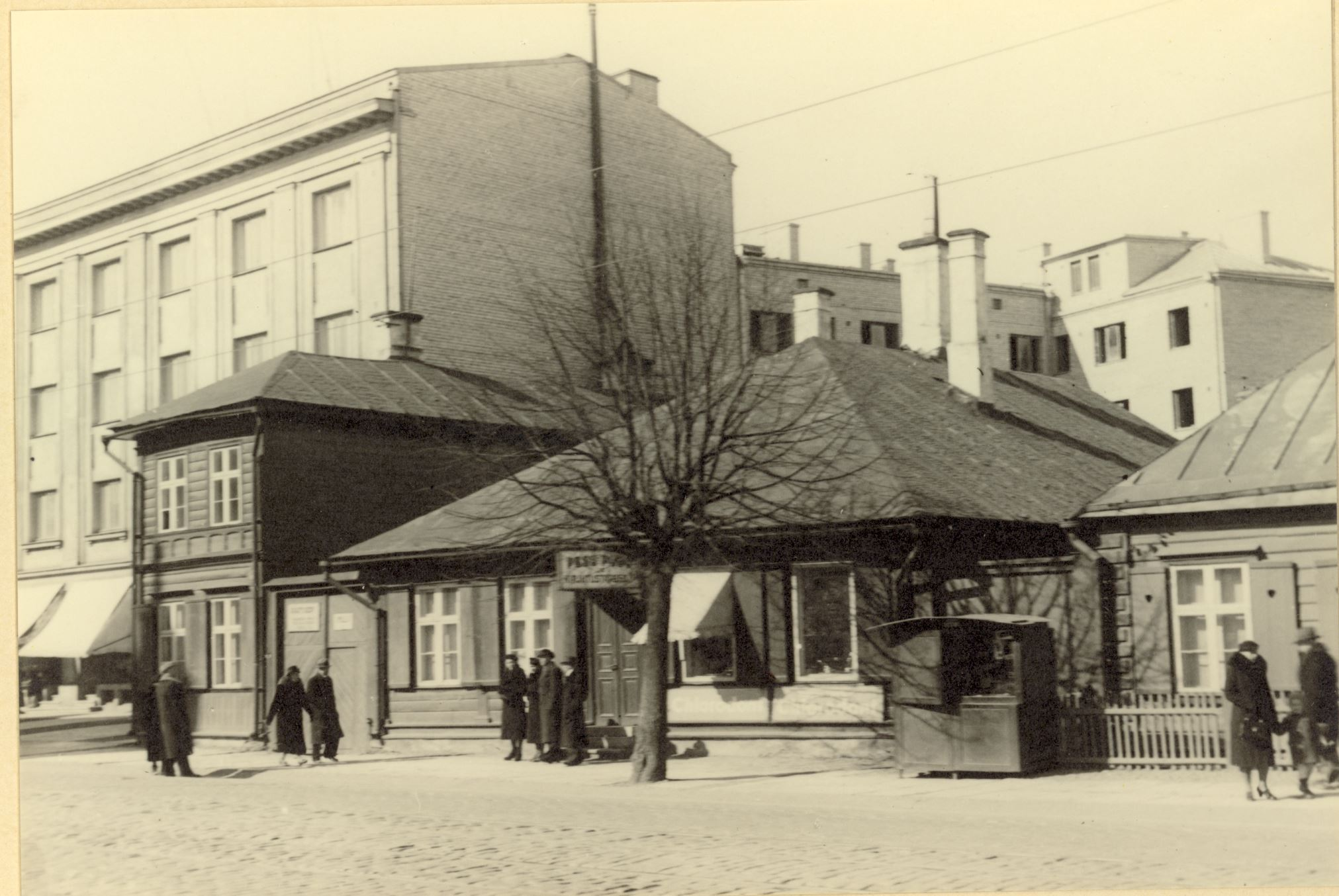
Дом 47 в 1938 году
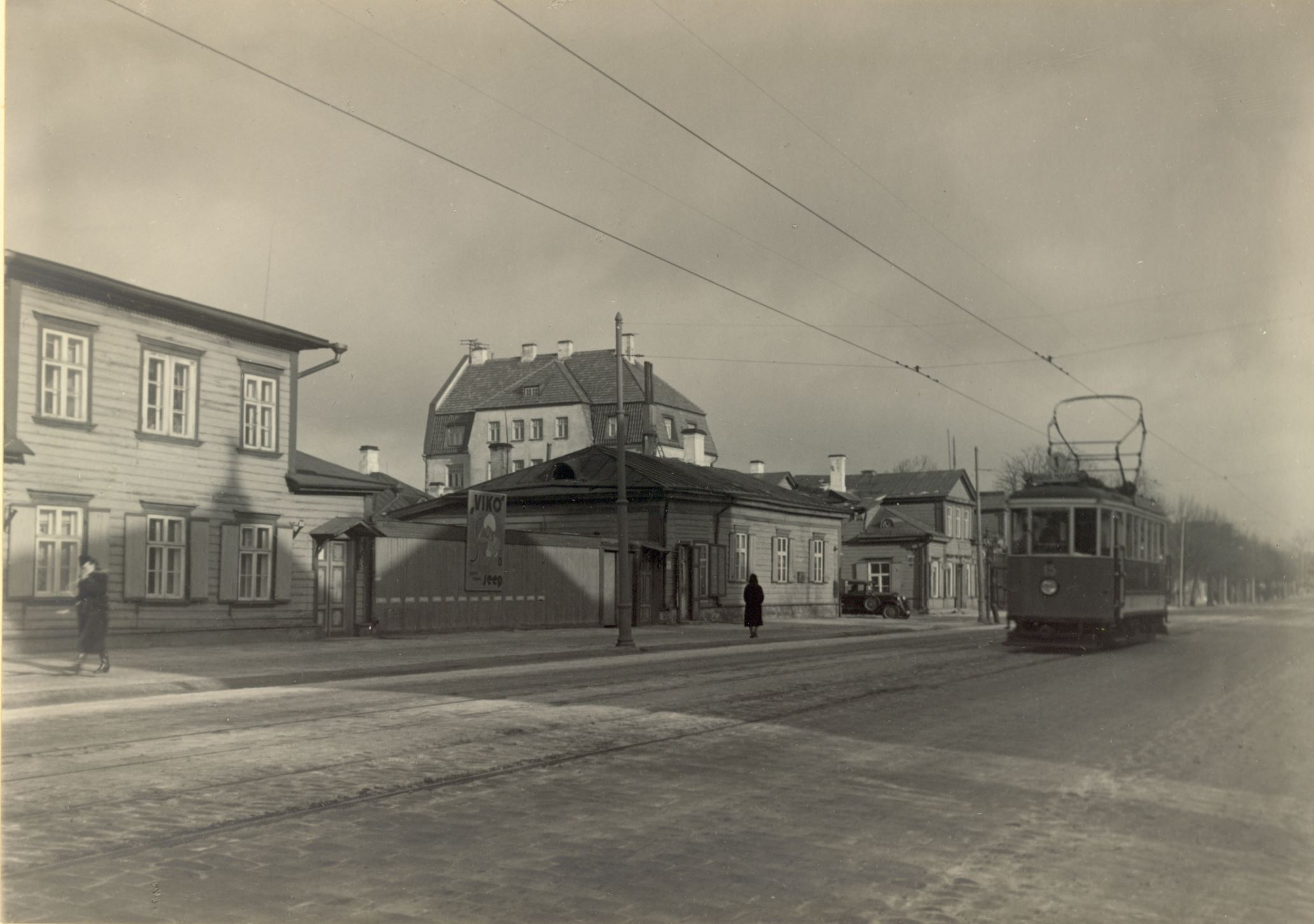
Дом 53 в 1939 году
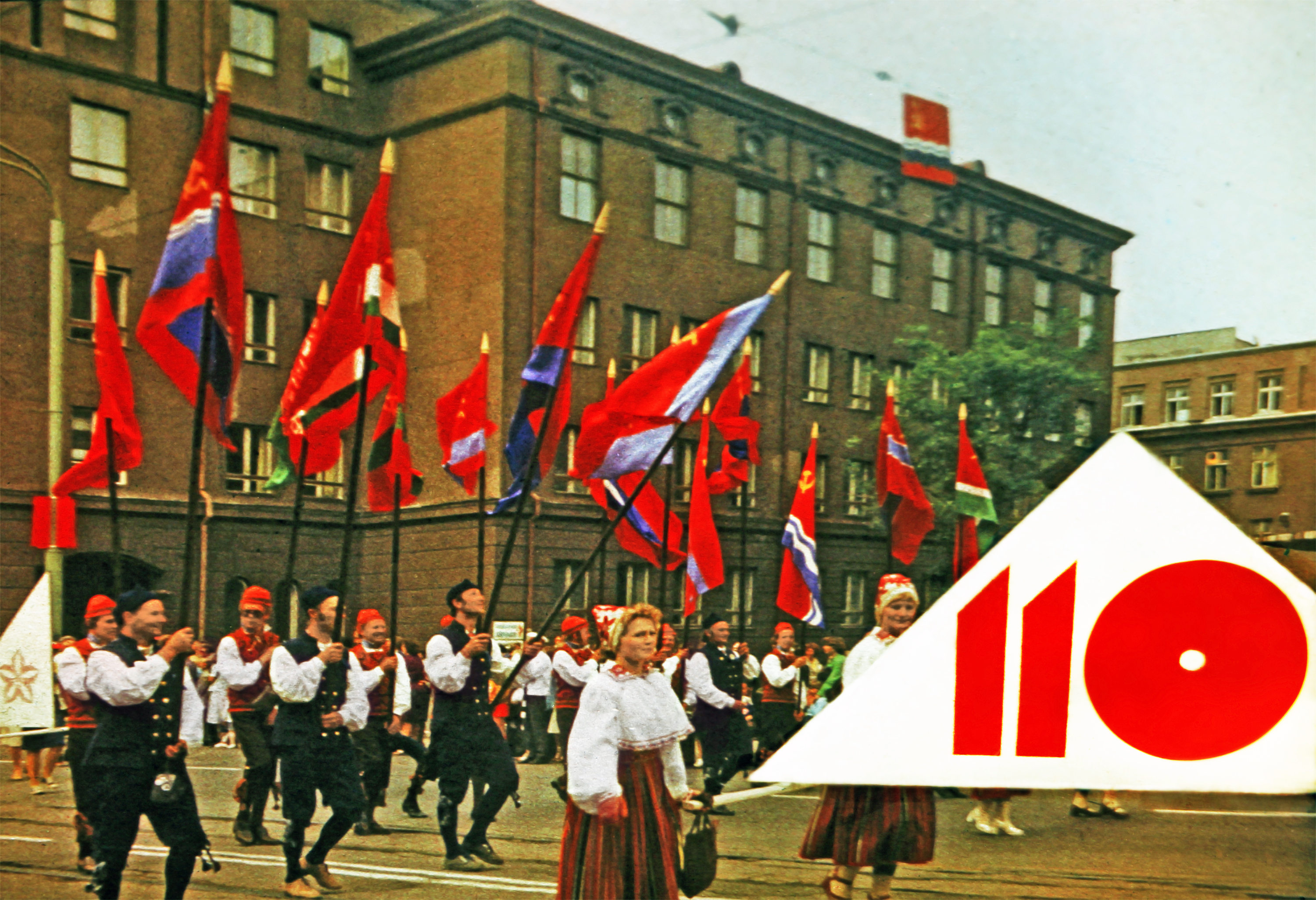
Шествие по Нарвскому шоссе в честь XIX Праздника песни, 1980 год
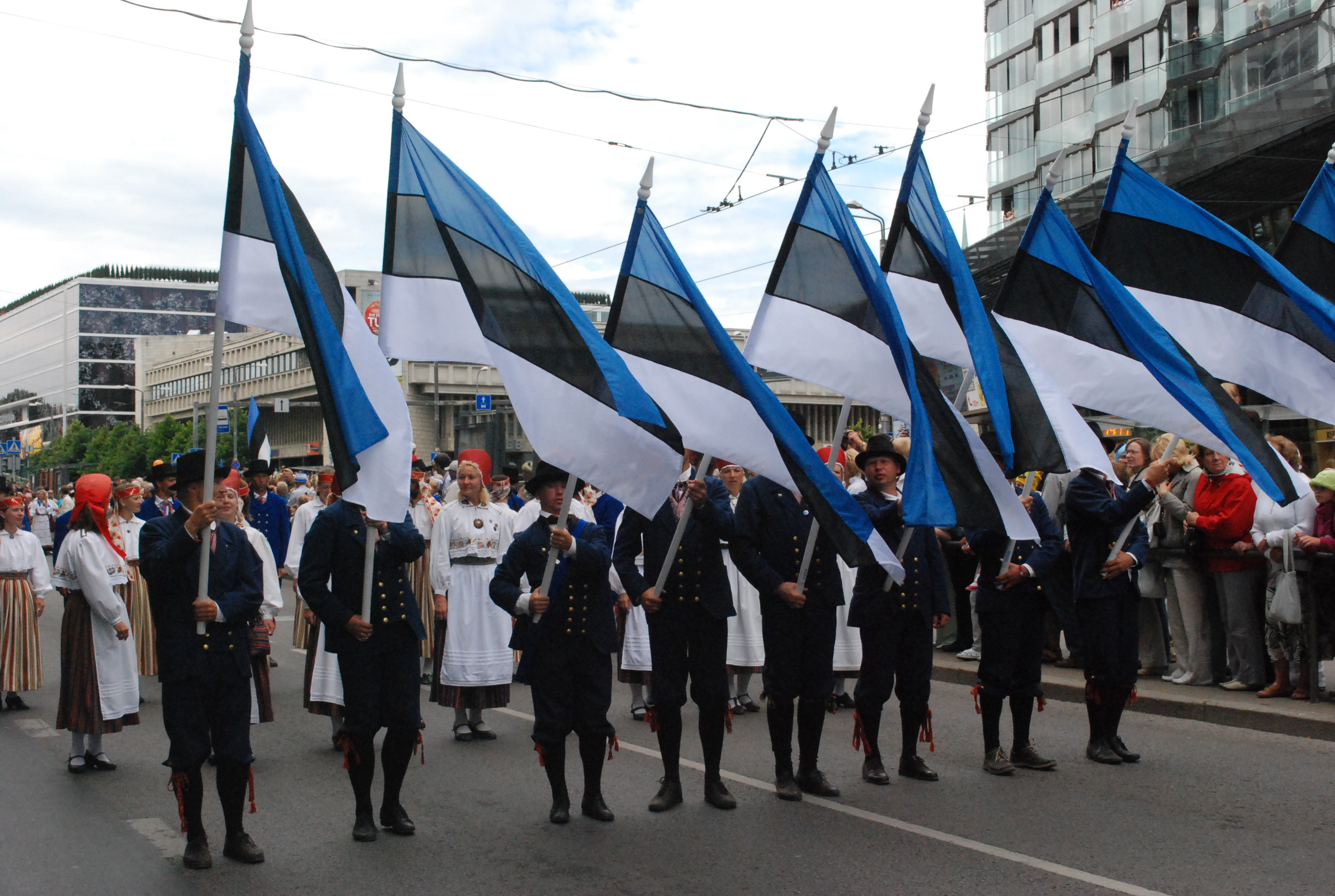
Шествие по Нарвскому шоссе в честь XXV Праздника песни, 2009 год
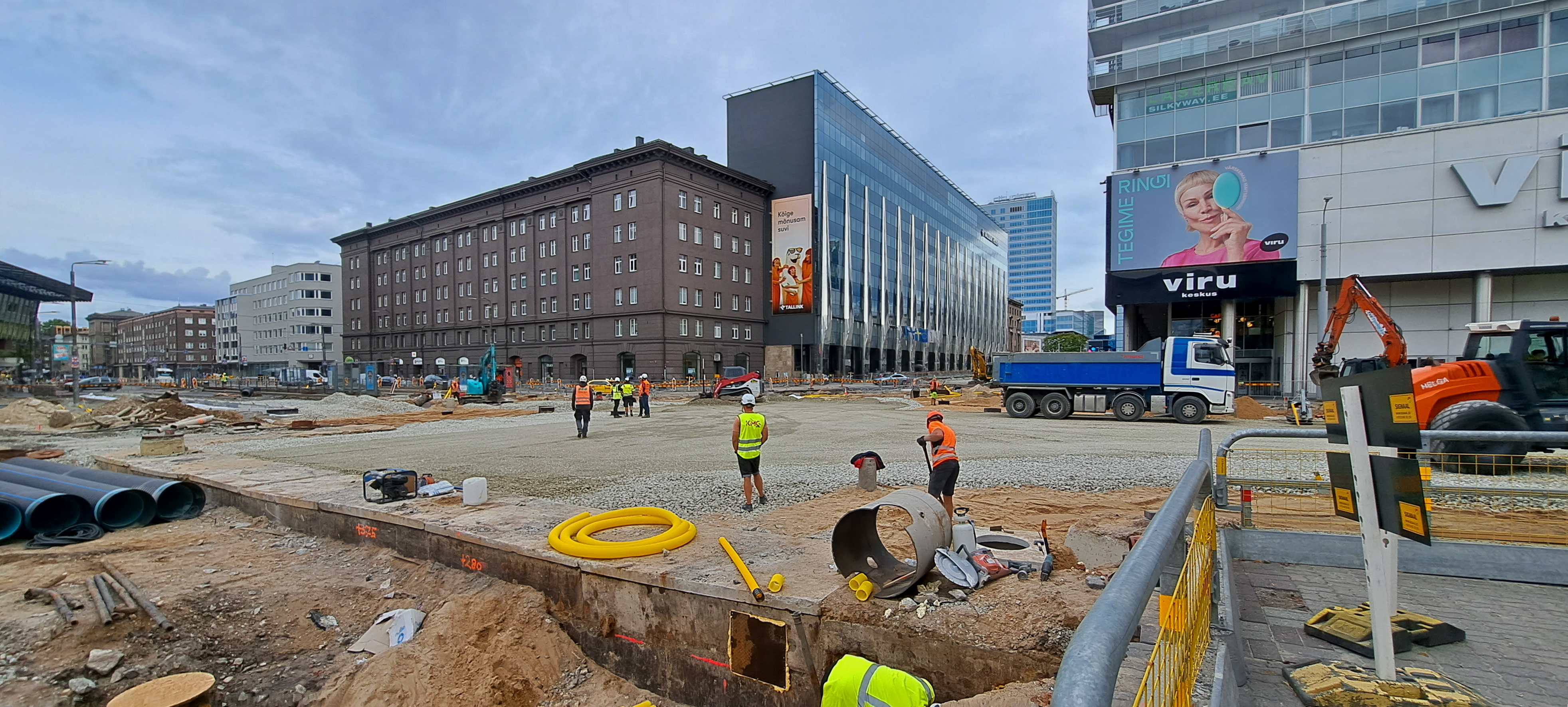
Строительство новой трамвайной линии, 2023 год

## Общественный транспорт
По шоссе проходят маршруты городских автобусов № 1, 5, 29, 34, 35, 38, 44, 51, 60, 63 и трамваев № 1 и 3.

## Застройка
Улица имеет сплошную застройку только в центре города. К шоссе примыкают южные и восточные ворота Певческого поля. Начиная с микрорайона Лоопеалсе строения, расположенные возле шоссе, имеют нумерацию близлежащих улиц. В Ласанмяэ шоссе проходит рядом с площадью Патриарха Алексия, расположенной возле церкви иконы Божией Матери «Скоропослушница».

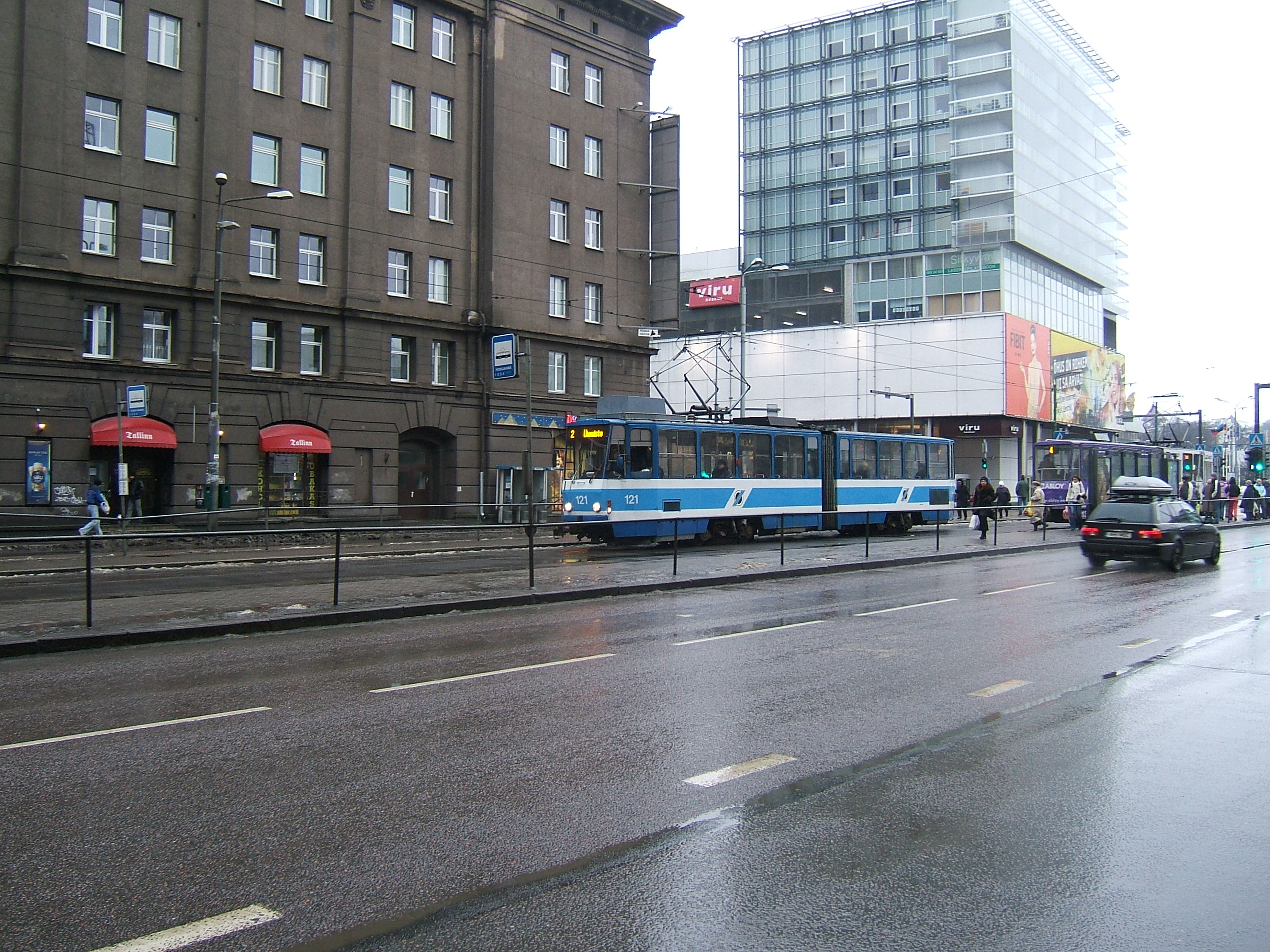
Дом 2, перекрёсток с улицей Антса Лайкмаа

Дом 11, бывший завод «Punane RET»

- Дом 2 — 6-этажный кирпичный жилой дом с бетонными перегородками, на первом этаже — коммерческие площади. Построен в 1956 году, архитектор Март Порт. Долгие годы в доме работал знаменитый магазин «Таллин».
- Дом 7 — бизнес- и жилое здание «Triumph Plaza». Строительство начало в 1977 году и завершено в 1980 году. В советское время в нём располагалось административно-производственное здание ЭРСПО.
- Дом 7С — отель «Park Inn by Radisson Central».
- Дом 9 — здание построено в 1956 году, архитекторы Март Порт и Хейли Хярмсон-Вольберг (Heili Härmson-Volberg). Его архитектурная форма является производной от типичных черт сталинской архитектуры: пара башен-пилонов, выступающих из стены главного фасада, формируют переход от более широких улиц города к более узким. Дом построен по общесоюзному типу, фасад украшен арочными окнами, порталами, лоджиями и эклектичным орнаментом. Предназначалось под квартиры для работников ЭРСПО (на верхних этажах) и торговую школу. На нижнем этаже ранее располагалось общежитие, врачебный кабинет и мастерские. В выступающей части здания находились классы и другие помещения школы и спортзал; в настоящее время школьное здание используется под офисы.
- Дом 10 — 5-этажный дом на углу Нарвского шоссе и улицы Реймана был построен в 1939 году по проекту архитектора Евгения Захариаса[эст.][8]. В то время здание было самым современным в Таллине: в каждой квартире были электроплита или газовая плита, холодильник, холодная и горячая вода[9]. До Второй мировой войны в нём располагалась пекарня и кондитерская М. Лааса и Й. Кулламаа. Здание сгорело в ходе мартовских бомбардировок 1944 года, после войны было восстановлено[10][11].
- Дом 11 — построен в 1960 году как новое производственное здание завода «Пунане РЭТ». Предприятие было ликвидировано в 1993 году, и в 1997 году здание было перестроено (архитекторы Юри Окас[эст.] и Марика Лыоке[эст.]). В него переехали банк Eesti Maapank (обанкротился в 1998 году) и издательство газеты Eesti Ekspress. Затем в нём поочерёдно размещались ряд банков. В последнее время здание принадлежит банку Danske Bank.
- Дом 15 — построен в 1933 году, архитектор Альфред Кехва (Alfred Kehva). Изначально был 4-этажным, в 2000-е годы пристроен пятый этаж[8].
- Дома 17 и 18 — доходные дома в стиле традиционализма, построены в 1939—1940 годах, архитектор Эуген Захариас[эст.][8].

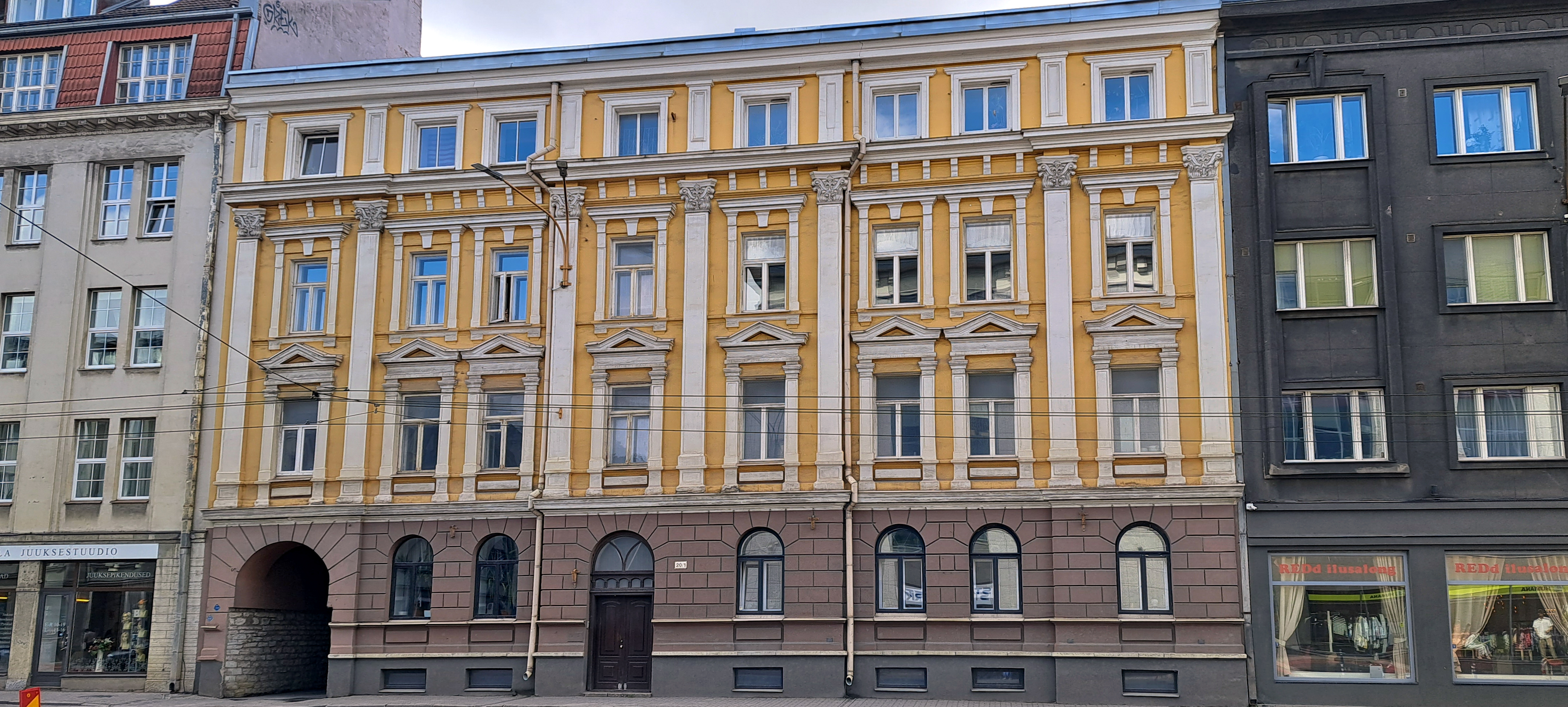
Дом 20/1

- Дом 20/1 — 4-этажный квартирный дом в стиле историзма, построен в 1930-х годах, архитектор Константин Вилькен[эст.], архитектор четвёртого этажа — Борис Чернов (1904—1973)[8].
- Дома 19, 21, 23 — комплекс офисно-жилых зданий, построенный в 1982 году, автор проекта Пауль Мадалик (Paul Madalik). Представляет собой редко встречающийся в центре Таллина единый длинный фасад. Облицованный доломитовой плиткой, фасад походит на главное здание Таллинского университета по соседству. Комплекс состоит из двух отдельных жилых домов с вертикальными расчленениями, между собой соединённых одноэтажным блоком с коммерческими помещениями. Одноэтажный блок также соединяет этот комплекс с корпусом ТУ.
- Дом 31 — жилой дом, построен в 1987 году архитектор Мийа Массо[эст.]. Согласно проекту в доме также были конторские и торговые помещения и столовая. Здание построено по заказу Эстонского морского пароходства. При въезде в город со стороны Пирита здание представляет собой эффектное введение в густо застроенный район центра Таллина. Дизайн фасада напоминает архитектуру современных круизных лайнеров. Основная часть дома отделана светлыми доломитовыми плитами. Часть дома, выходящая во двор, оформлена в виде террас. Лестницы, кухни и жилые комнаты выходят в сторону улицы, спальни — во двор. Это один из самых эффектных многоквартирных домов в центре Таллинна, созданный под влиянием постмодернизма 1980-х годов.
- Дом 40 — 4-этажный жилой дом, построен в 1911 году как доходный дом Марии фон Стенбок[12]. Долгие годы стоявшее заброшенным здание реновировано и перестроено в 2017—2018 годах в элитный арендный дом Avangard с функциональными микро-квартирами[13].
- Дом 82 — 2-этажная вилла, интересный образец переходной архитектуры от традиционализма к модернизму. Построена в 1929 году по проекту Эугена Хаберманна[нем.], перестроена в 1932 году по проекту Эдгара Куузика, добавившего такие элементы функционализма, как ленточные окна, пристройка с террасой[14].
- Дом 128 — 9-этажный жилой дом с французскими балконами; построен в 2004 году в непосредственной близости от Певческого поля.

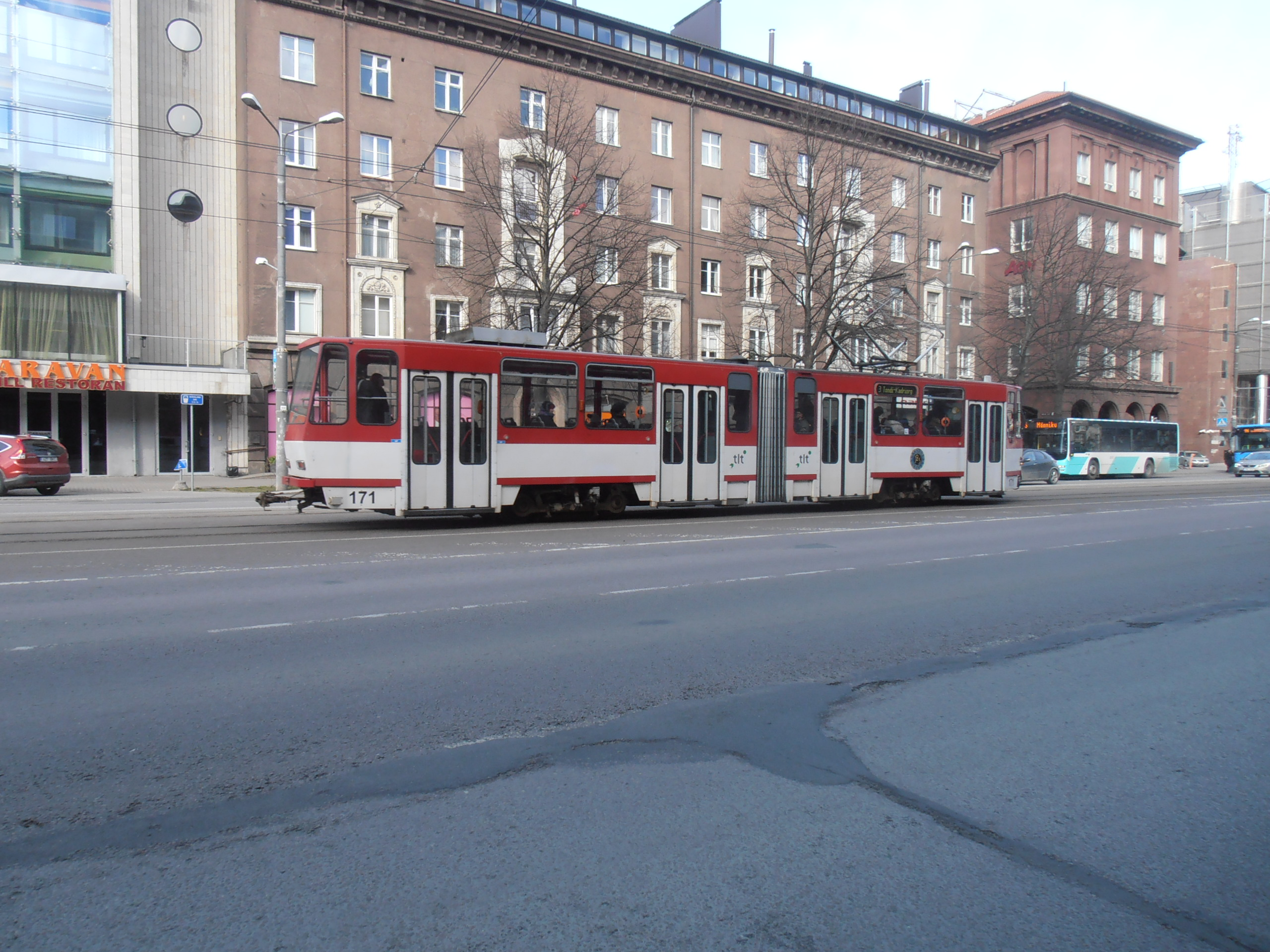
Дом 9
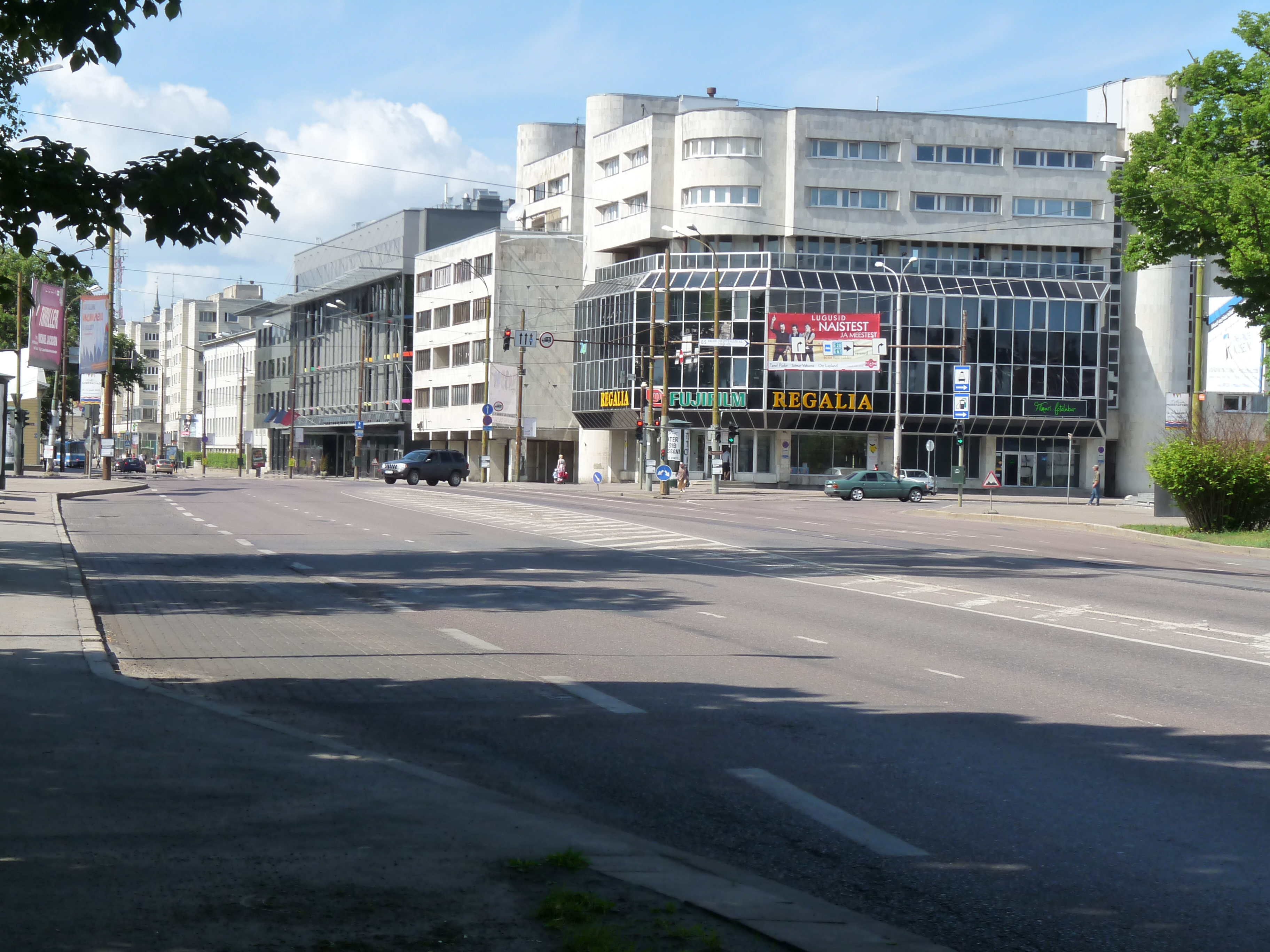
Дом 31, перекрёсток с улицей Уус-Садама
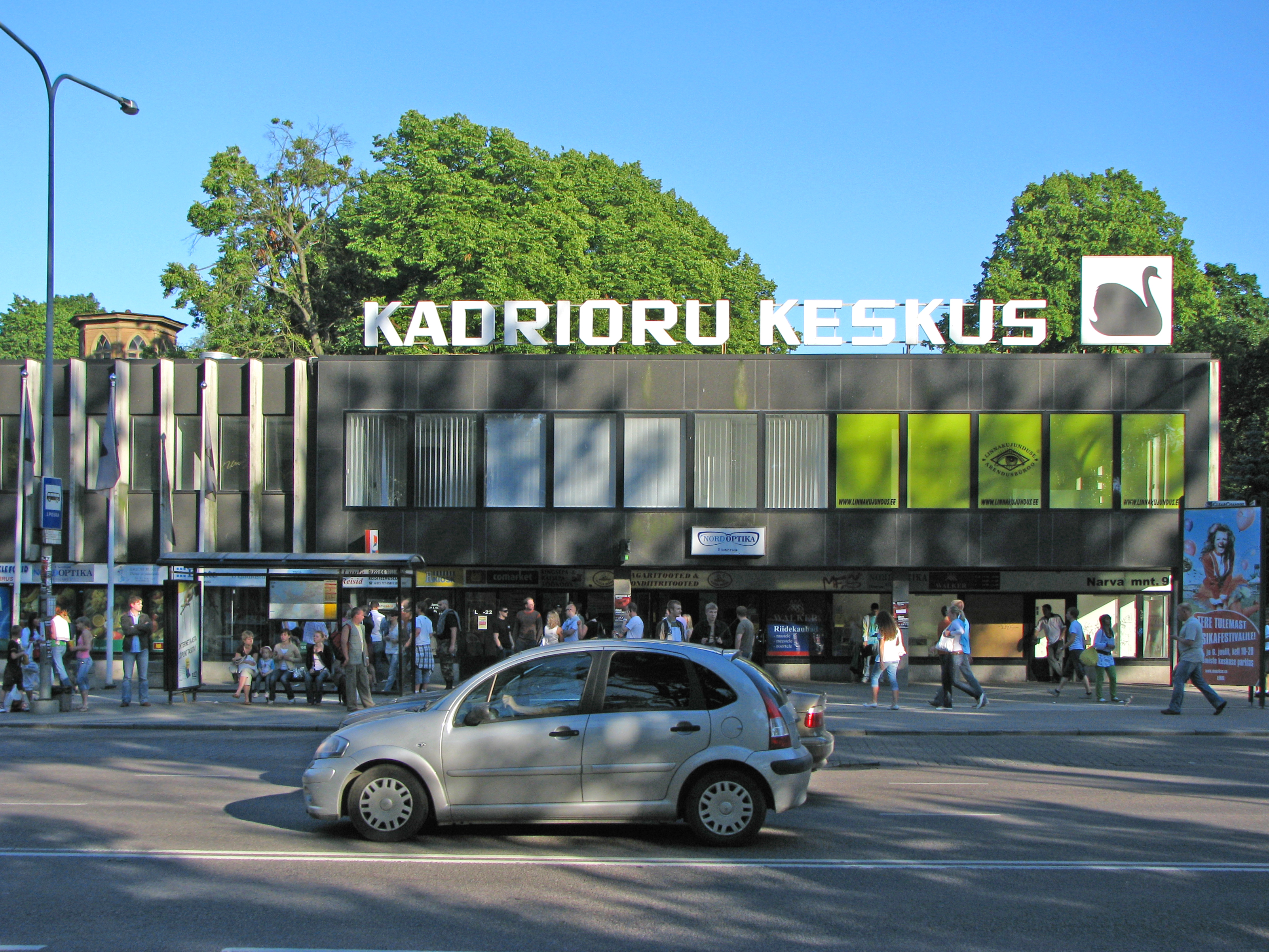
Бывшее кафе «Чёрный лебедь», июль 2008 года
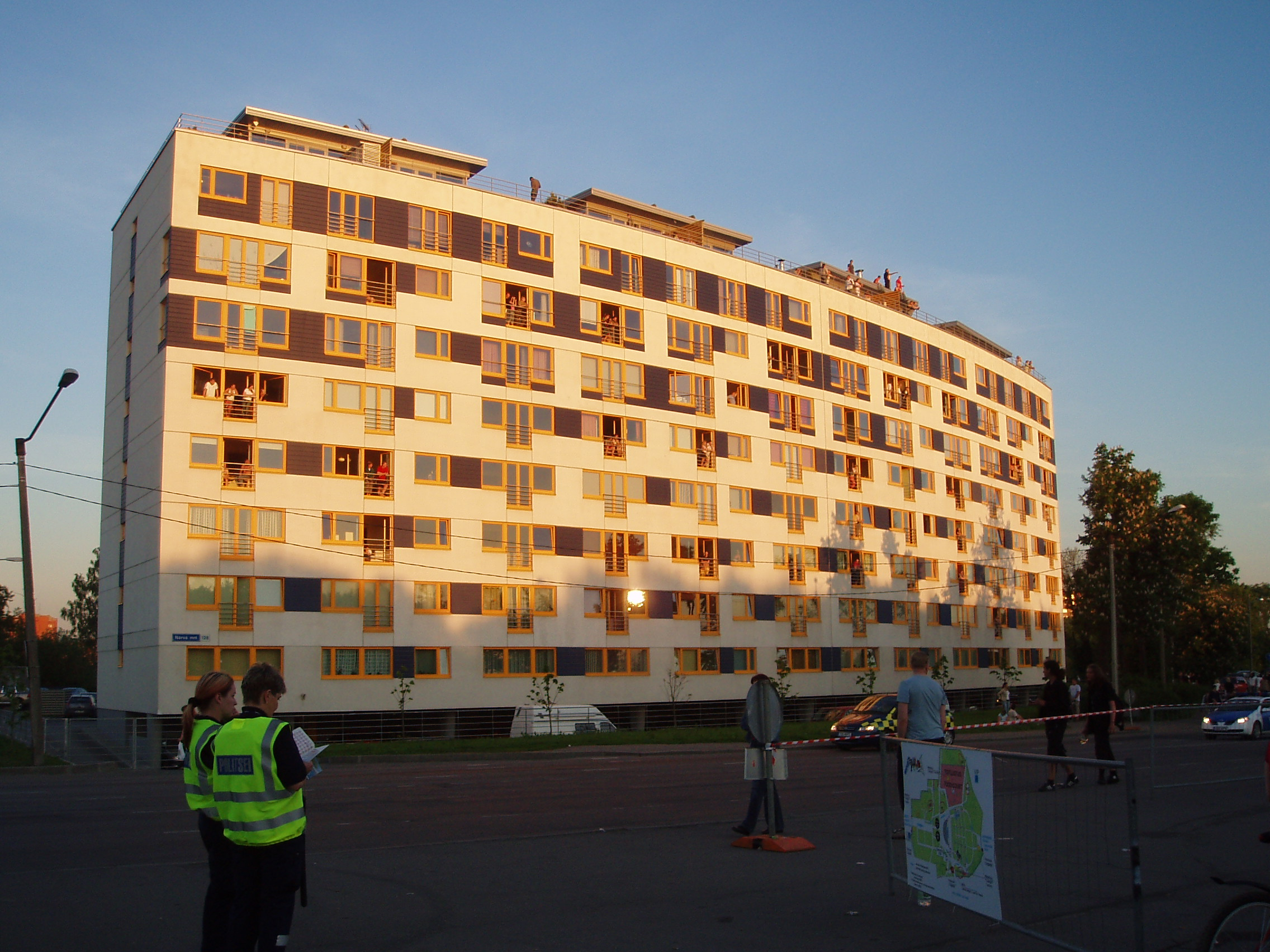
Дом 128

## Предприятия и учреждения

Главпочтамт в 2007 году

- Торговый центр «Postimaja», Narva maantee 1: перестроен в 2013 году[15] из Главпочтамта, возведённого к Летним Олимпийским играм 1980 года.
- Гостиница «Nordic Hotel Forum», Narva maantee 1A: восьмиэтажный четырёхзвёздочный superior-отель построен в 2007 году. Архитектор — Индрек Алльманн[эст.][16][17].
- Головной офис банка Coop Pank, Narva maantee 4: здание было спроектировано в году архитектором Юри Кару (Jüri Karu) для Министерства бытового обслуживания Эстонской ССР, построено в начале 1980-х годов. Ранее в нём также работали издательство «Эстонская энциклопедия» и книжный магазин.
- Торговый центр «Foorum», Narva maantee 5: построен в 2007 году. Архитекторы Томоми Хаяси[англ.] и Ханно Гроссшмидт[англ.][18][19].
- Офисно-жилое здание Triumph Plaza, Narva maantee 7: состоит из трёх корпусов, построено в 1980 году, перестроено в 2006 году, фойе первого этажа реновировано в 2019 году[20].
- Бизнес-здание «Zenith», Narva maantee 7В[21]: 8-этажное здание возведено в 2018 году на месте построенного в 1980-х годах 4-этажного здания[22].
- Гостиница «Park Inn by Radisson Central», Narva maantee 7C: здание возведено в 1980 году, обновлено в 2014 году.
- Кафе «Нарва», Narva maantee 10, работающее с 1947 года[23].
- Головной офис банка Danske Bank, Narva maantee 11: перестроен из административного корпуса завода «Пунане РЭТ», возведённого в 1960 году.

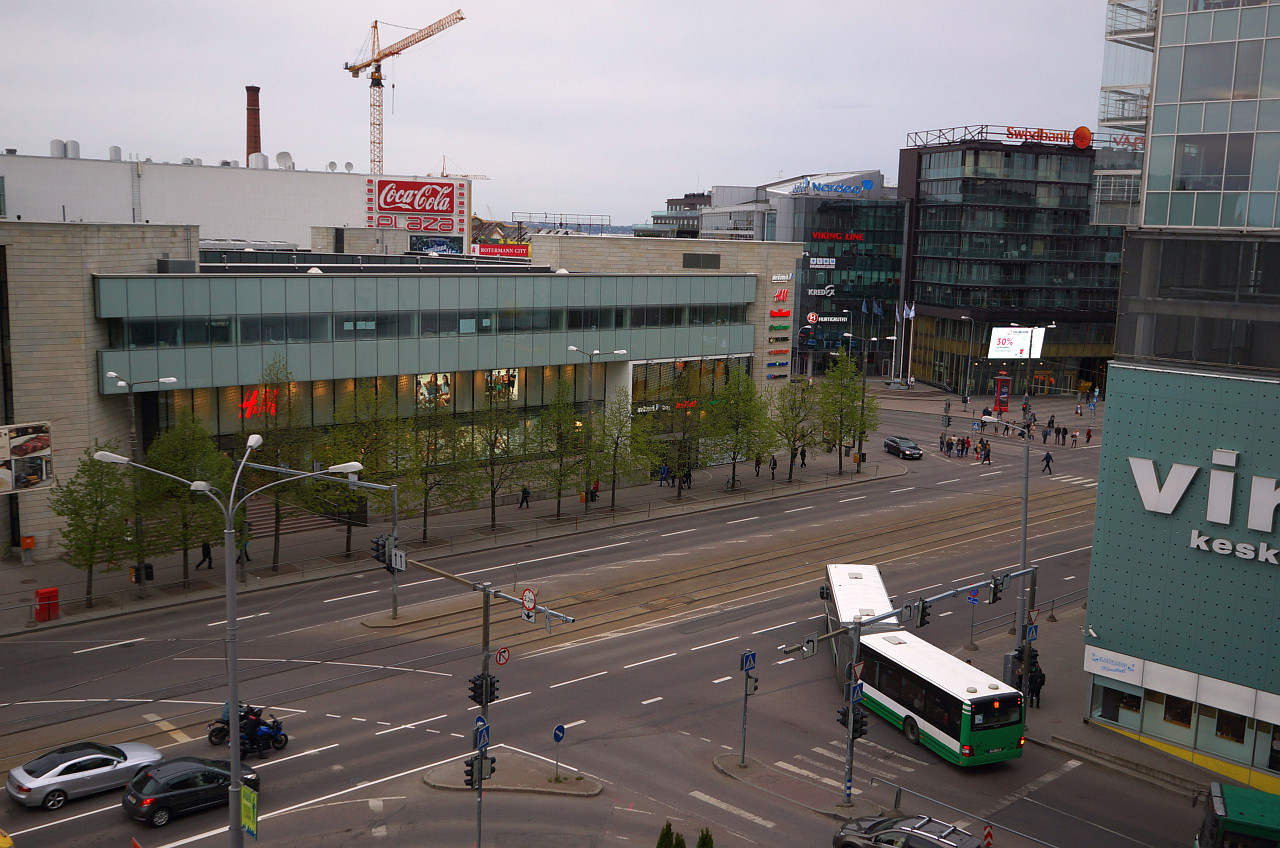
Дом 1, Postimaja
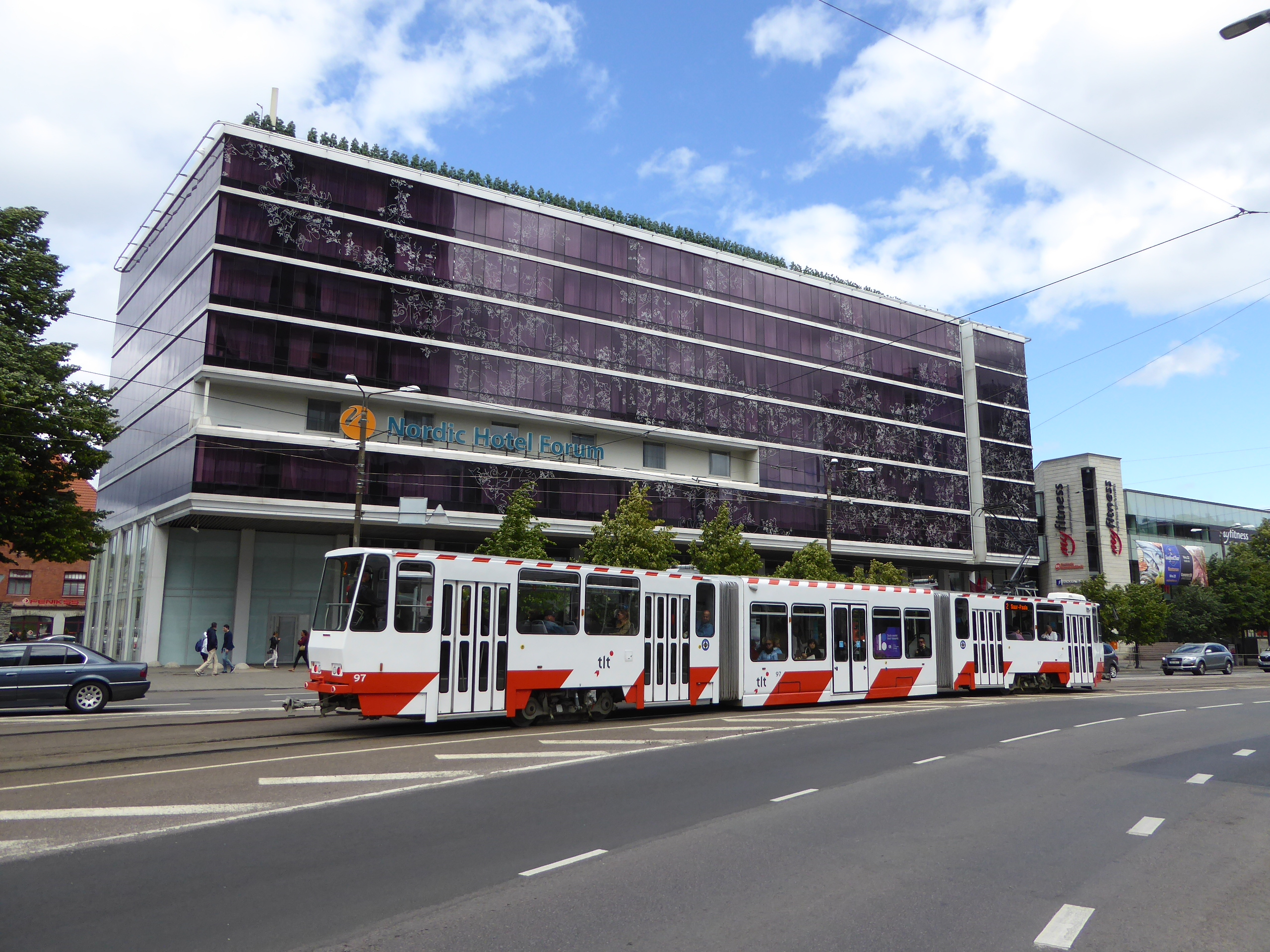
Дом 1A, Nordic Hotel Forum
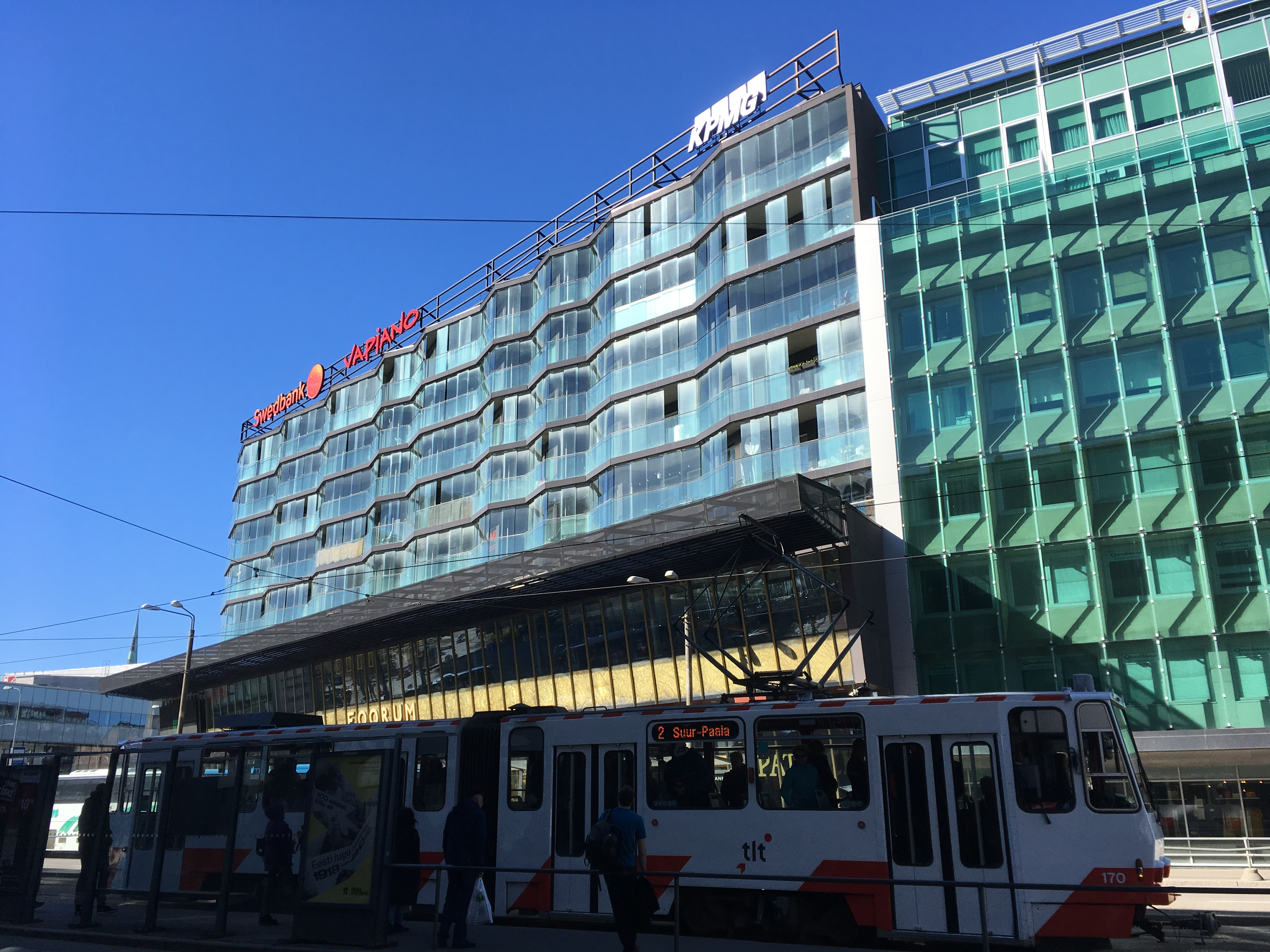
Дом 5, торговый центр Foorum
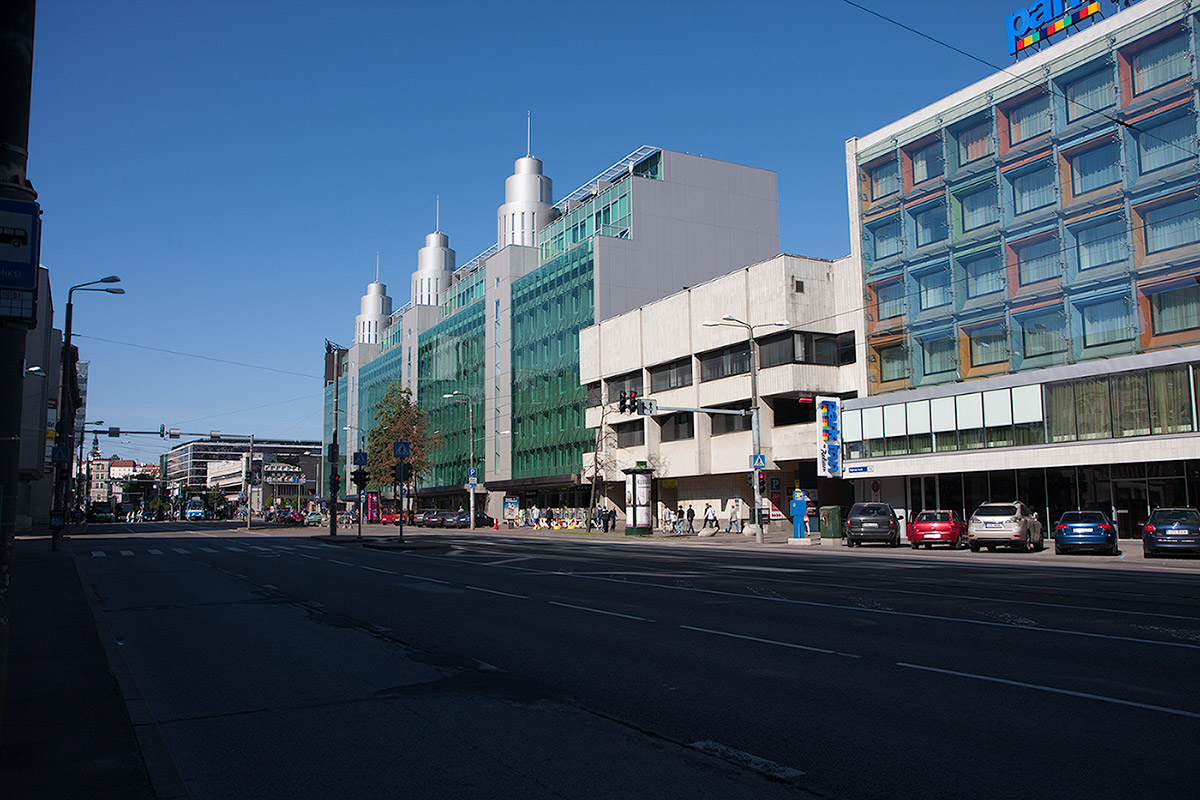
Дома 7, 7В и 7С в 2012 году
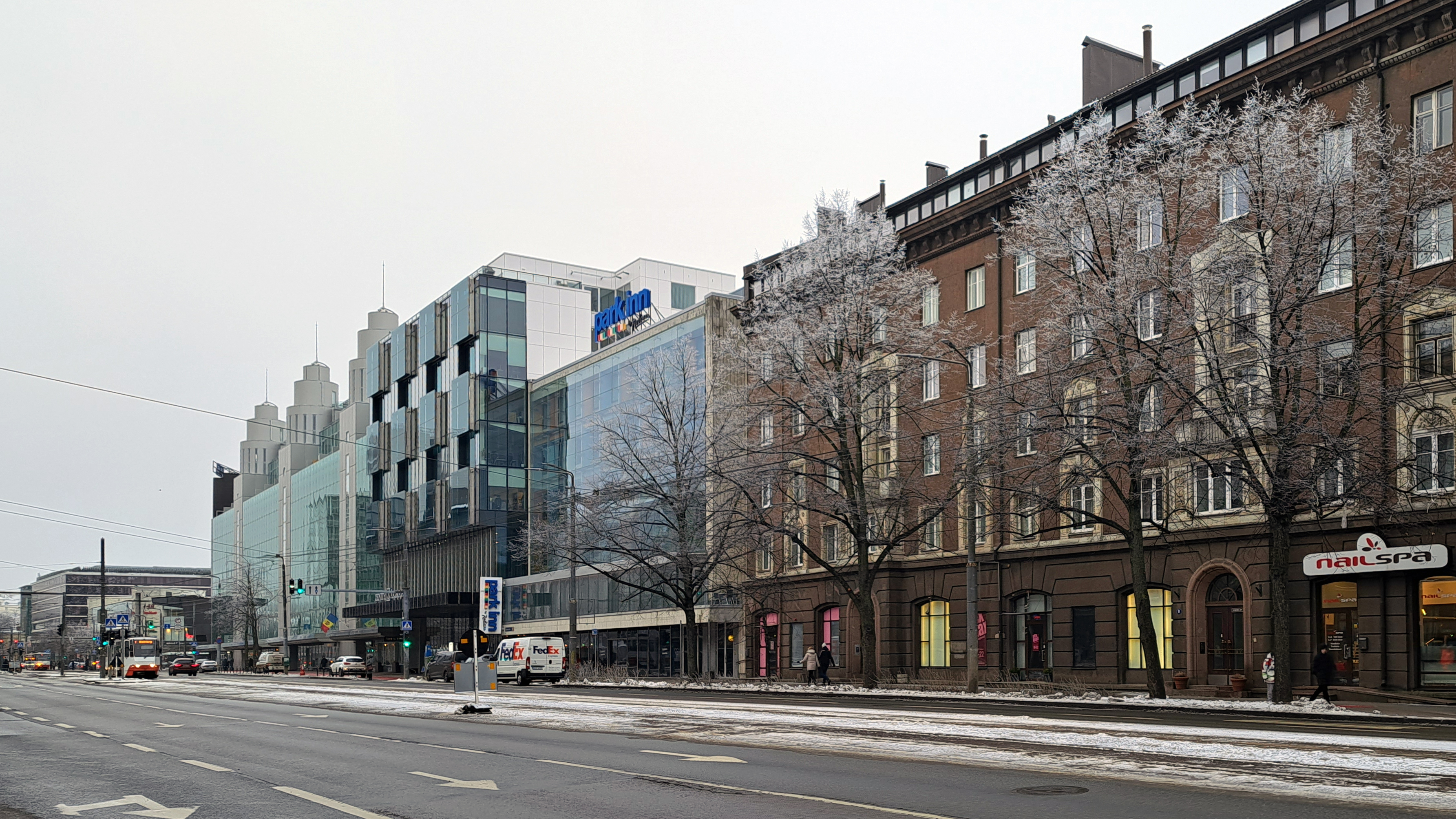
Дома 7, 7В, 7С и 9 в 2023 году
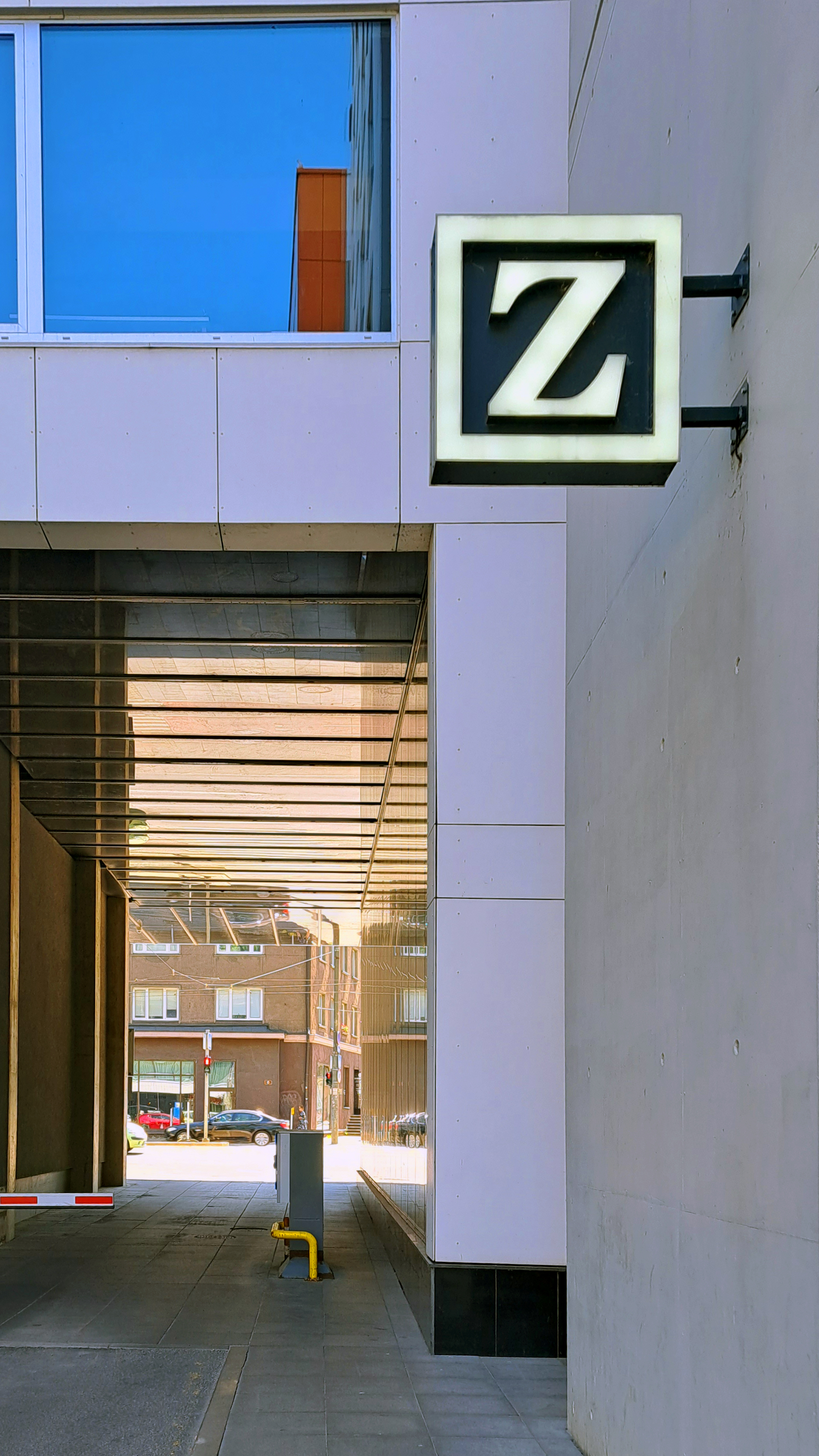
Вход в бизнес-здание «Zenith»
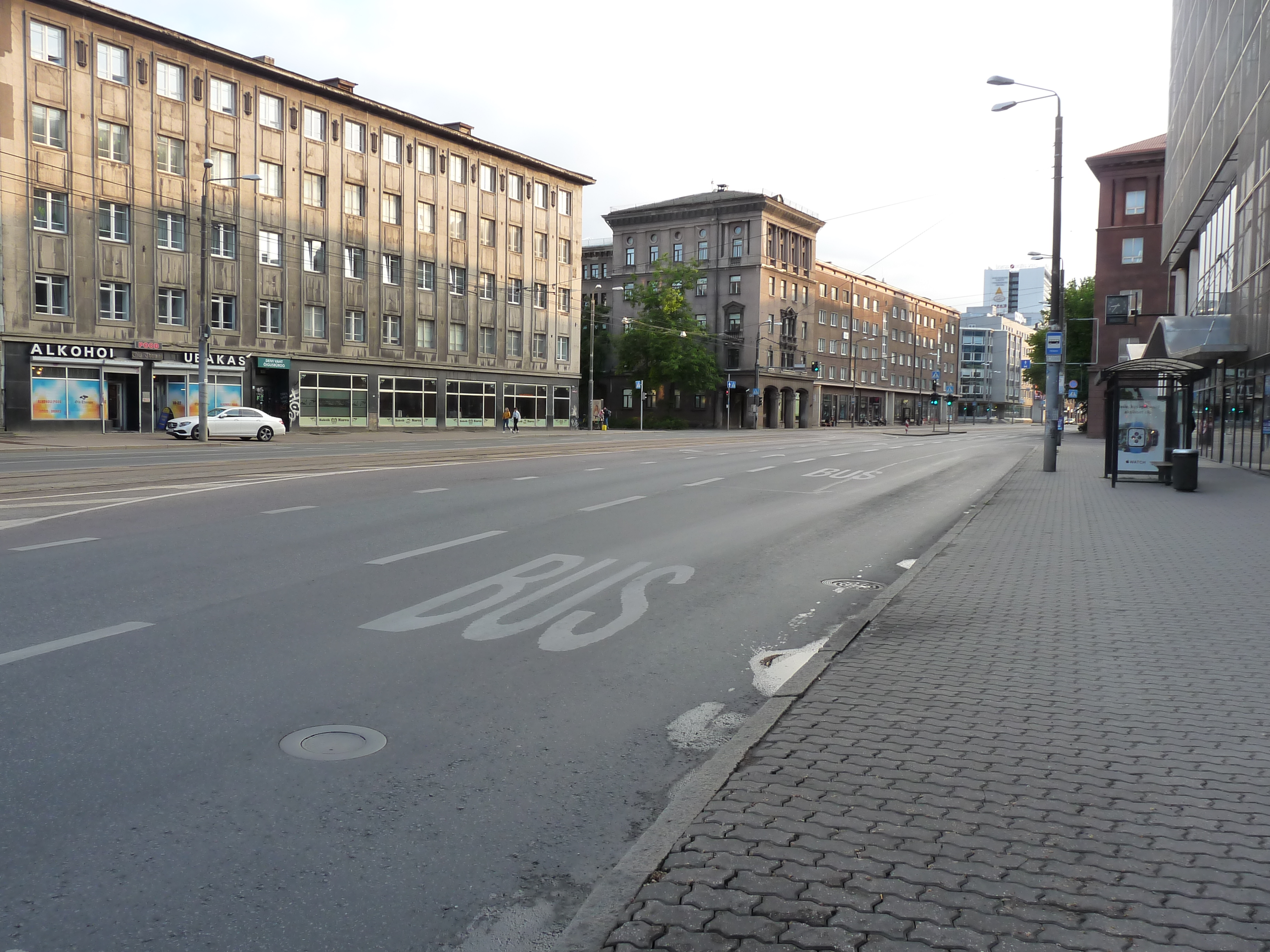
Дома 10, 8 и 6 в 2020 году
Дом 11 в 2017 году
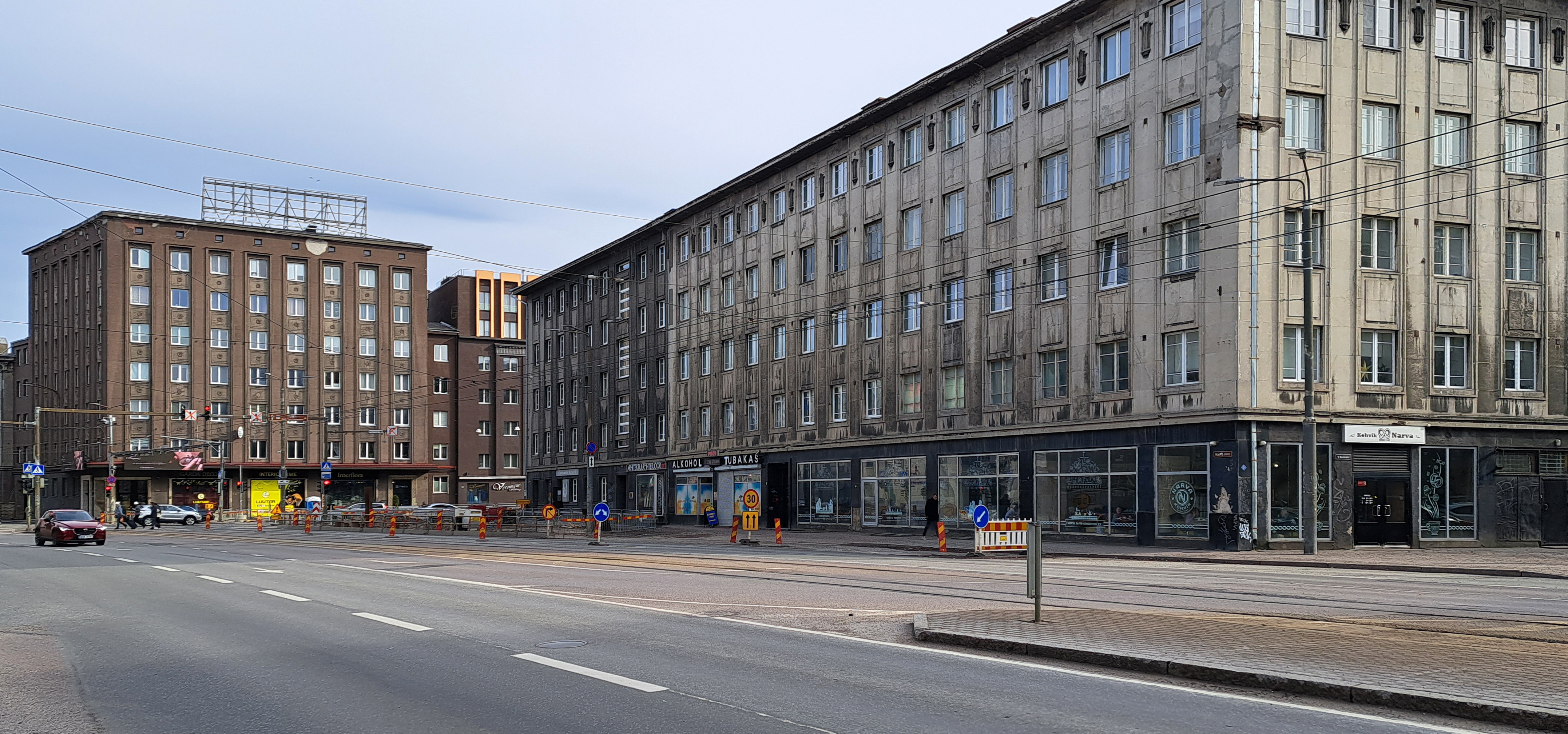
Дома 10, 12 и 14 в 2023 году

- Бизнес-центр «Pro Kapital», Narva maantee 13 / Aedvilja tänav 1: перестроен из здания, входившего в производственный комплекс завода «Ээсти каабель», в 1998 году[24].
- Университетский городок Таллинского университета: корпус Terra, Narva maantee 25; корпус Vita, Narva maantee 25; корпус Nova, Narva maantee 27; корпус Astra, Narva maantee 27; корпус Silva, Narva maantee 27; корпус Mare, Uus-Sadama tänav 5[25].
- Таллинская детская музыкальная школа, Narva maantee 28.
- Посольство Турции в Эстонии, Narva maantee 30
- Теологическая семинария Эстонской методистской церкви, Narva maantee 51: аккредитованное государством частное прикладное высшее учебное заведение[26].
- Narva maantee 53: офисно-жилое здание построено в 1998 году.
- Бизнес-центр «Кадриорг», Narva maantee 63: построен в 2016 году. Состоит из четырёх расположенных асимметрично друг другу 4-этажных зданий, которые носят названия сторон света — South, West, North, East[27][28].

- Эстонский филиал банка «Citadele», Narva maantee 63/1
- Международный центр обороны и безопасности, Narva maantee 63/4.

- Штаб Таллинской дружины Кайтселийта, Narva maantee 81: бывшая летняя мыза Танненгоф (нем. Tannehoff).
- Narva maantee 91: бывшая летняя мыза Бурхардтов, построенная во второй половине 19-го столетия.
- Продуктовый магазин торговой сети Rimi[эст.], Narva maantee 92: в советское время здесь стояло здание, в котором работало кафе «Кадриорг», в народе — «Чёрный лебедь» (Must Luik), автор проекта Вольдемар Херкель[эст.], период строительства — 1966—1971 годы, снесено в июле 2008 года. В 2009 году на его месте было построено трёхэтажное здание.
- Narva maantee 92: отреставрированная вилла «Mon Repos» (построена во второй половине 19-го столетия).

Дом 25 (корпус ТУ)
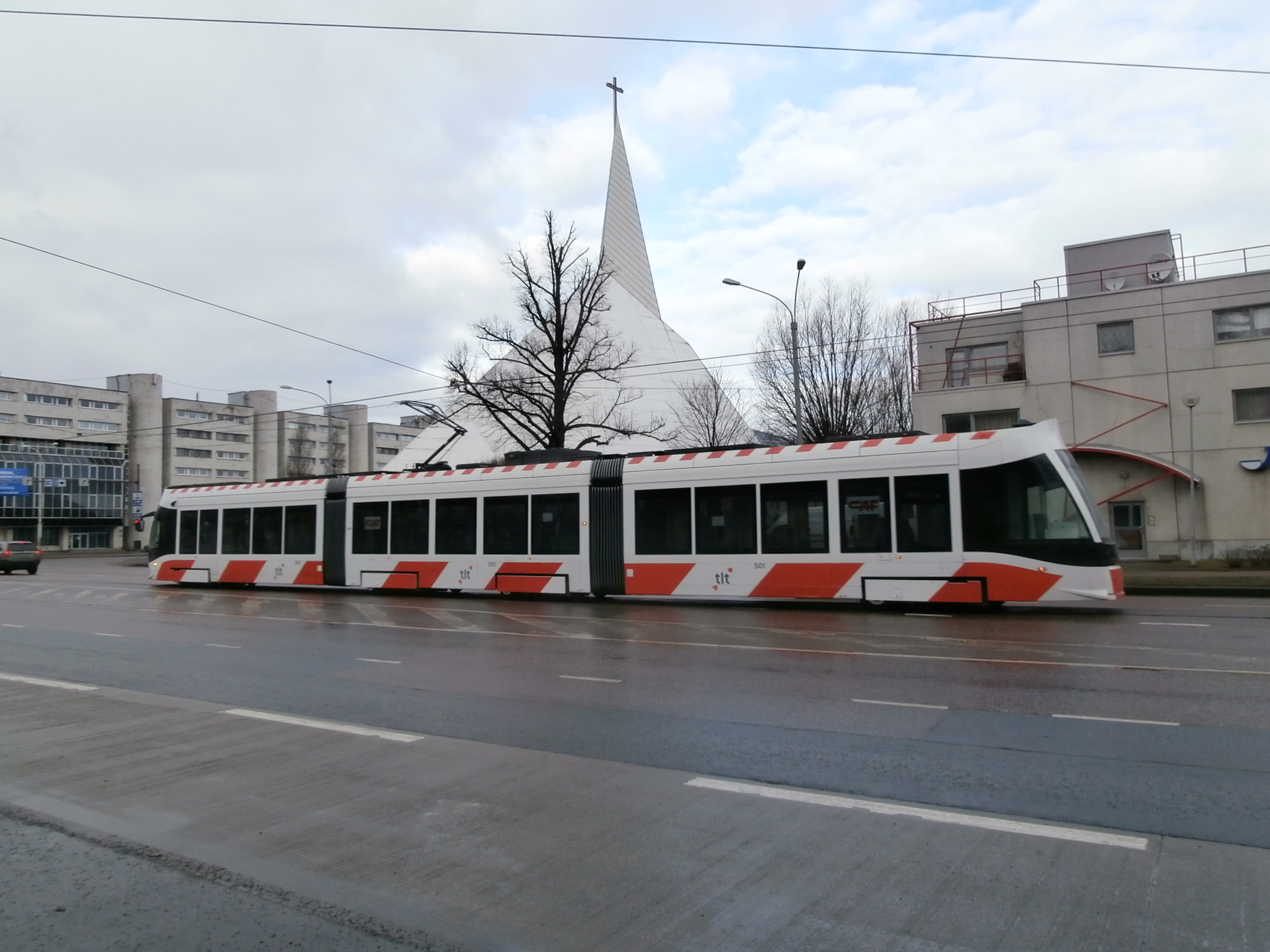
Дома 51 и 53
Бизнес-центр «Кадриорг»
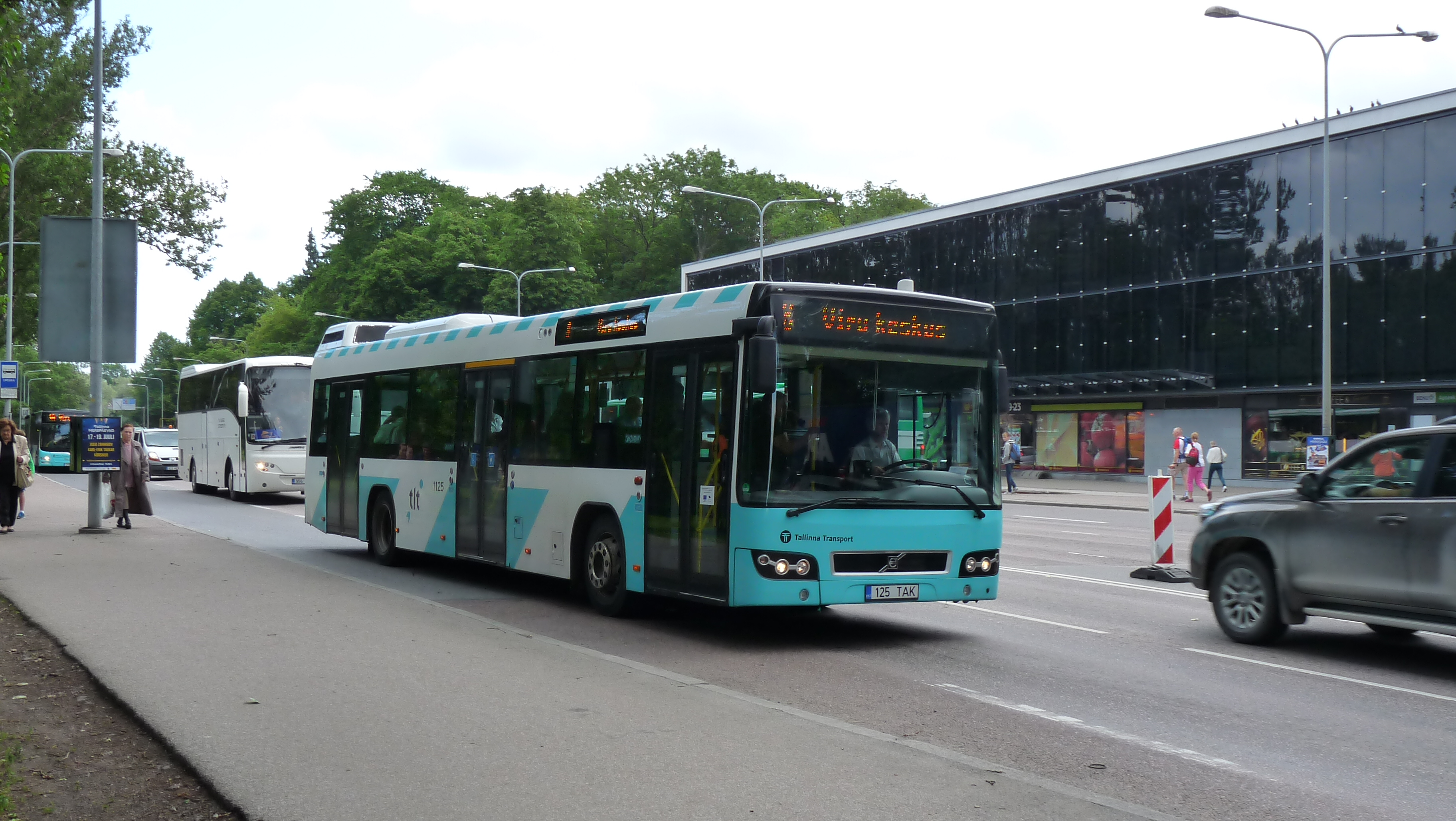
Дом 92

- Певческое поле, Narva maantee 95.
- Посольство Китая в Эстонии, Narva maantee 108: бывшая вилла «Favorita», автор проекта Эрнст Буштедт[эст.]. В советское время зданием владели Вооружённые Силы Эстонской ССР.
- Гостиница «Oru Hub», Narva maantee 120A: трёхэтажный отель построен в 2002 году[30].

## Памятники культуры

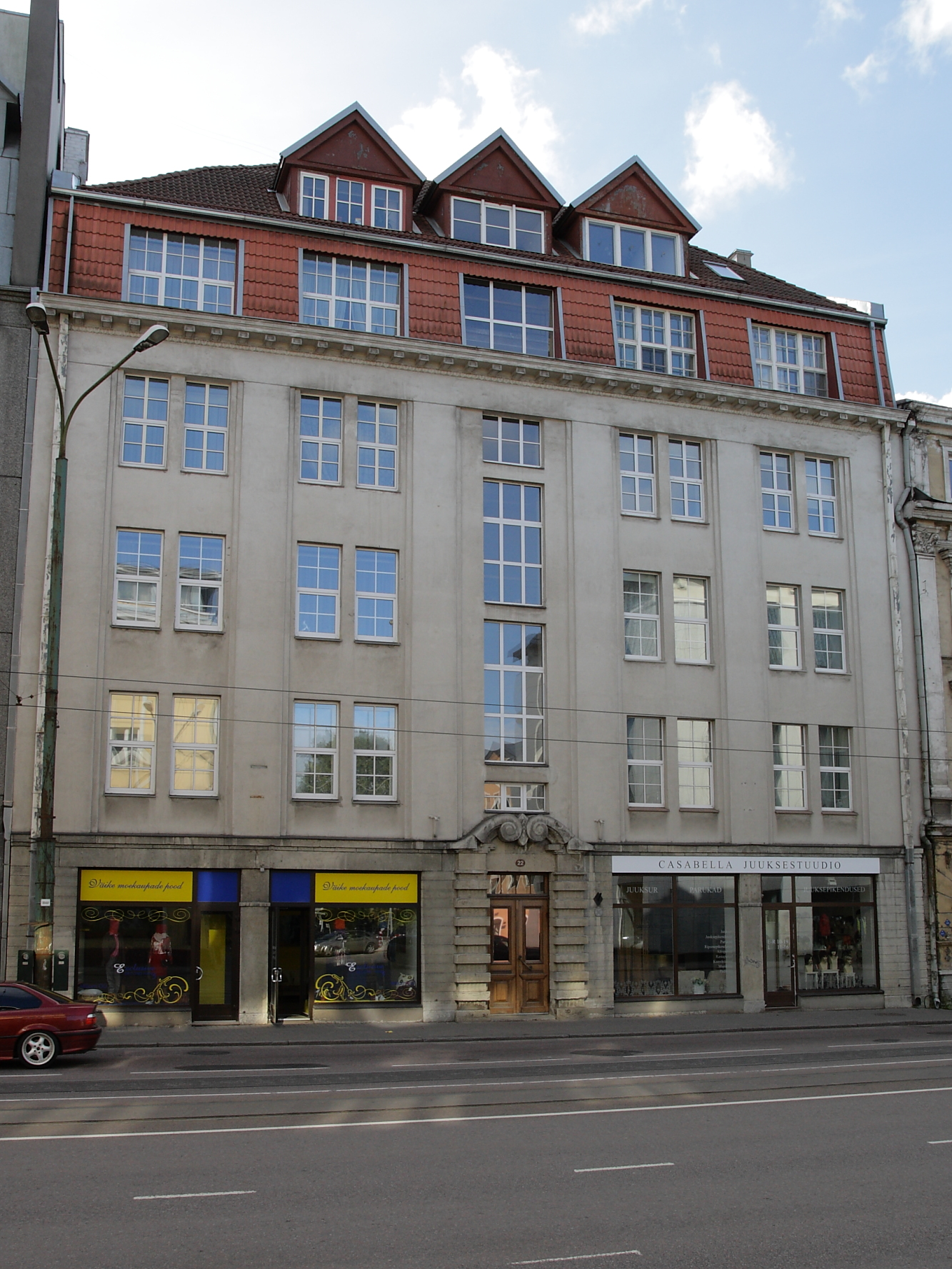
Дом 22

В Государственный регистр памятников культуры Эстонии внесены 11 зданий, расположенных на Нарвском шоссе:
- Дом 22 — построен в 1923 году, архитектор Артур Перна. Пятиэтажное здание с мансардой, образец характерного для той эпохи доходного дома. Изначально на каждом этаже Т-образного дома располагались по две 5-комнатные квартиры. Первый этаж здания спроектирован для коммерческих помещений[32].
- Дом 25 — главный корпус Таллинского университета. Здание построено в 1940 году по проекту Алара Котли и Эрики Ныва. Относится к университетскому городку, расположенному между Нарвским шоссе и улицей Уус-Садама. Самое старое здание городка и первое учебное здание Таллина, возведённое на государственные средства. Строилось для Государственного английского колледжа. В советское время было передано Таллинскому учительскому семинару, затем в нём работал Таллинский педагогический институт. Возведённые в различные годы пристройки были объединены с главным зданием посредством галерей[33].
- Дом 26 — перестроен в 1886 году по проекту Николая Тамма-старшего из более старого здания. Первым владельцем грунта был Алексей Епинатьев. Согласно плану города 1856 года здесь находилось несколько зданий. На составленном в 1880 году плане на грунте, выходящем в сторону Нарвского шоссе, обозначены три здания. После Второй мировой войны дом был национализирован и внутри перестроен. В 1945 году находился в распоряжении военного штаба, а 1948—1949 годах передан в жилой фонд. Находившийся под угрозой обрушения дом был реставрирован в 2000-х годах[34].

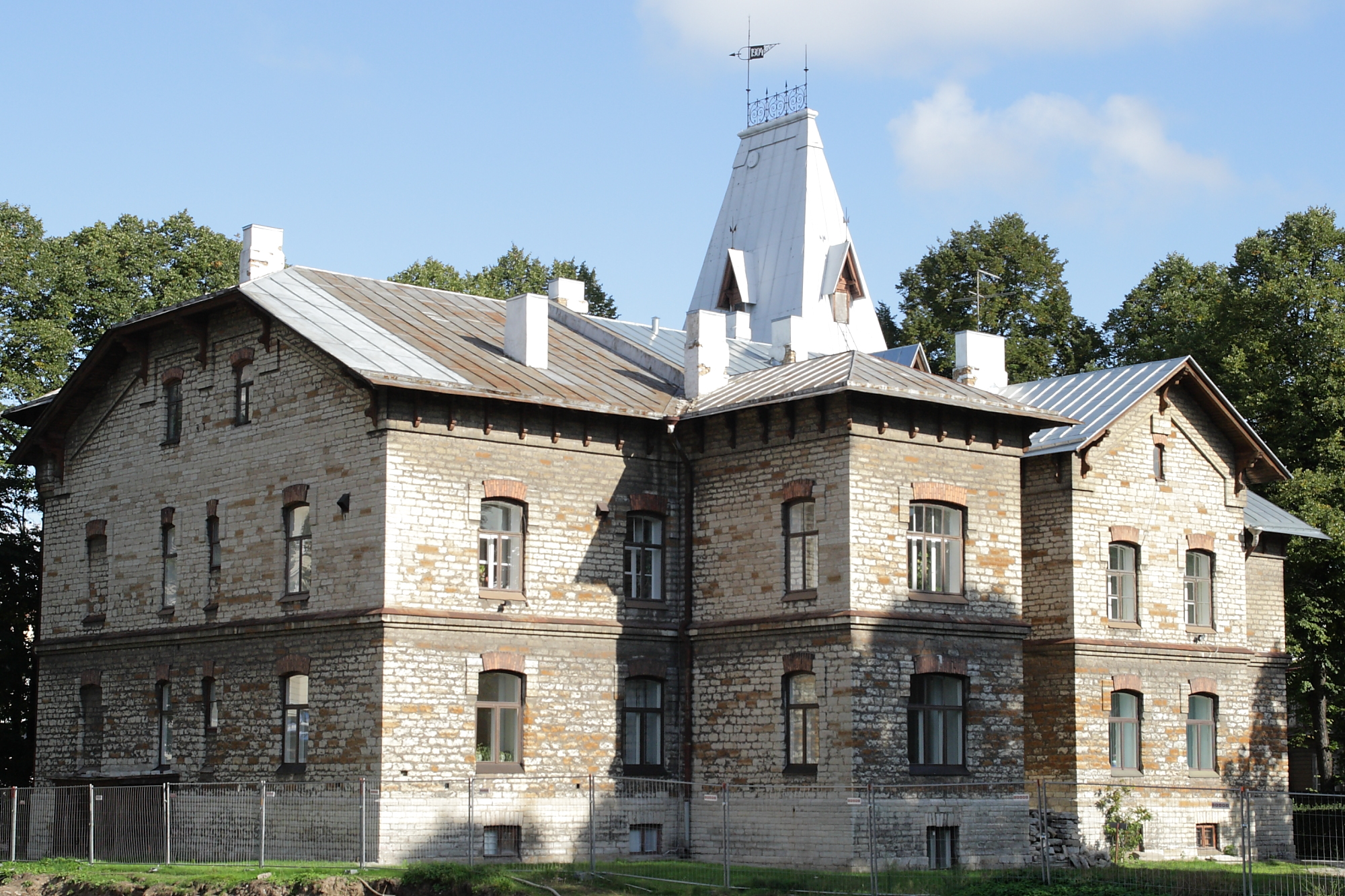
Дом 28. Таллинская музыкальная школа

- Дом 28 — построен в 1903 году по проекту архитектора Николая Тамма-младшего. Во время Освободительной войны в здании работал Таллинский II военный госпиталь[35].
- Дом 30 — вилла в югендстиле построена в 1912—1913 годах по проекту, подписанному строительным техником Н. Шапошниковым. В центре дома расположен лестничный холл с камином, проходящий через два этажа, — т. н. английский зал. Внешний вид дома полностью сохранился[36].
- Дом 32 — квартирный дом середины 19-го столетия, деревянное здание в стиле историзма. Точная дата строительства неизвестна. Во время инвентаризации недвижимости Таллина 1865 года дом уже стоял. Современный облик здания относится к 1875 году, когда его фасады были выполнены в стиле неоренессанса. Проект перестройки здания сделал Николай Тамм-старший, позже ставшим владельцем этого дома[37].
- Дом 36 — построен в 1880 году по проекту Николая Тамма-старшего как жилой дом для семьи архитектора. Двухэтажный особняк в стиле историзма. В советское время в здании размещался Музей Дважды Краснознамённого Балтийского флота. Здание реновировано во второй половине 1990-х годов. До начала 2010-х годов в нём работал ресторан «Пушкин»[14].
- Дом 50 — историческое одноэтажное здание Кадриоруской аптеки, построено в 1844—1845 годах по проекту губернского архитектора Кристофа Габлера. В 1873 году фармацевт Георг Генрих Хетге (Georg Heinrich Haetge) открыл аптеку. В 1989 году Таллин взял здание под охрану, в 1997 году его включили в Государственный регистр памятников культуры Эстонии.
- Дом 55 — двухэтажное жилое здание с элементами позднего югендстиля и ар-деко. Грунт для строительства дома был отделён от бывшей летней мызы Августы фон Глой (Augusta von Gloy). Здание спроектировал в 1928 году архитектор А. И. Владовский, мансардный этаж возведён в 1938—1940-х годах по проекту Карла Тарваса.

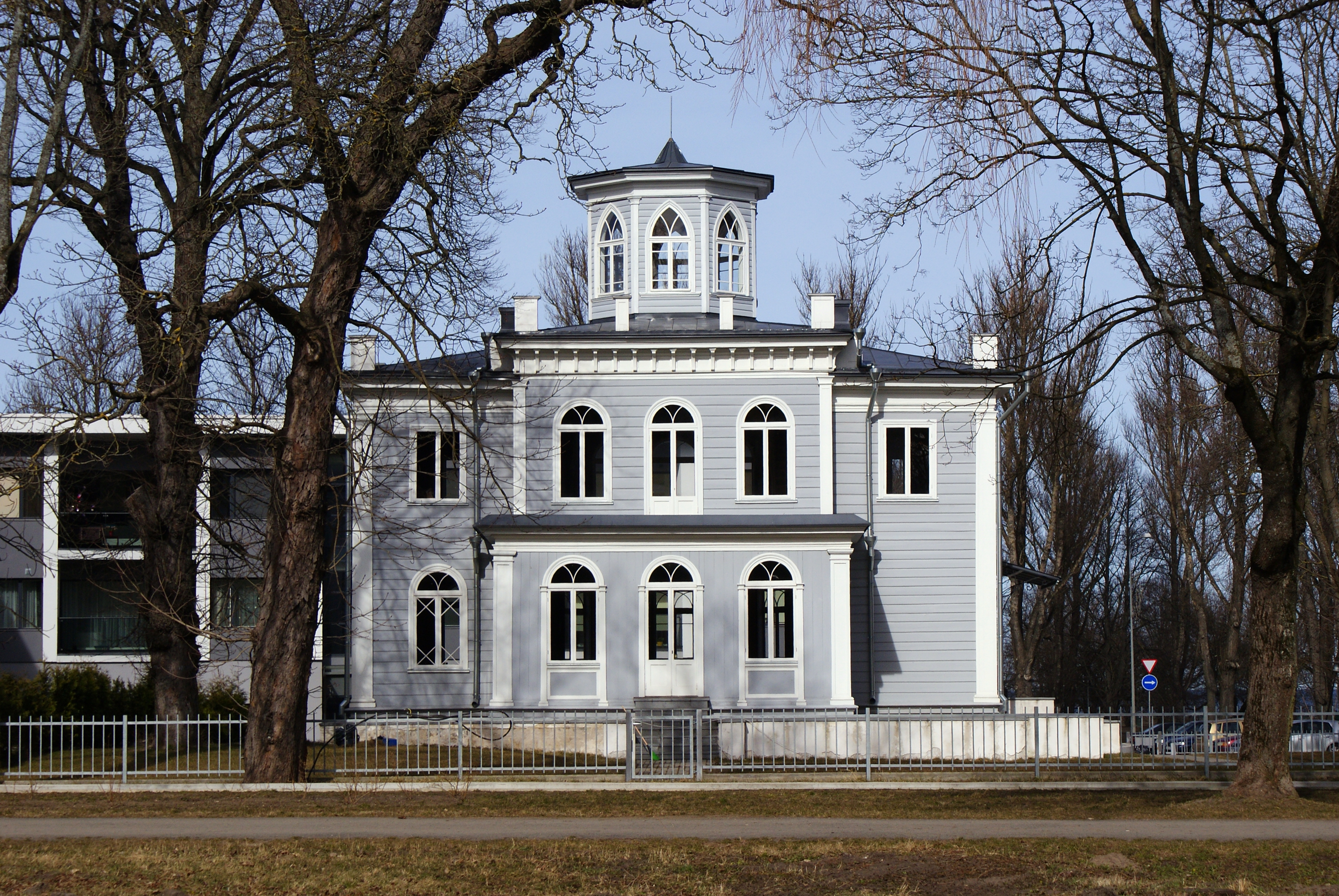
Дом 92. Вилла «Мон Репо» (Mon Repos)

- Дом 57 творчества архитектора А. И. Владовского 1931 года. Квартирный дом с элементами ар-деко и позднего югендстиля, с W-образным основным планом, симметричное относительно диагональной центральной оси. У дома высокий оштукатуренный цоколь; оштукатуренные поверхности стен, расчленённых лизенами; фигурные рельефы на откосах окон третьего этажа (скульптор Ф. Вебер); крыша с низким скатом; две лестницы, из них одна с шестиугольным вытянутым основным планом. Здание отреставрировано в 2017 году[38].
- Рядом с жилым домом по адресу Нарвское шоссе 92 находится вилла «Мон Репо»[эст.], построенная во второй половине 19-го столетия. Расположена на краю парка Кадриорг в месте, ставшем в те времена дачным районом. Между Первой и Второй мировыми войнами в здании были сделаны существенные перестройки: по проекту Герберта Йохансона[англ.] была выполнена новая лестница, в 1925 году значительно изменён основной план дома, в том числе перенесены входы. Уже в конце царского времени, а также в 1920-х годах в здании располагался ресторан-казино. В советское время виллу переделали под жилой дом с несколькими квартирами. В 1997 году здание было признано памятником архитектуры, но ещё долгое время находилось в запущенном, аварийном состоянии. Восстановлено и отреставрировано в 2017 году[39].

Непосредственно рядом с Нарвским шоссе находятся дворцово-парковый ансамбль Кадриорг и памятник броненосцу «Русалка».

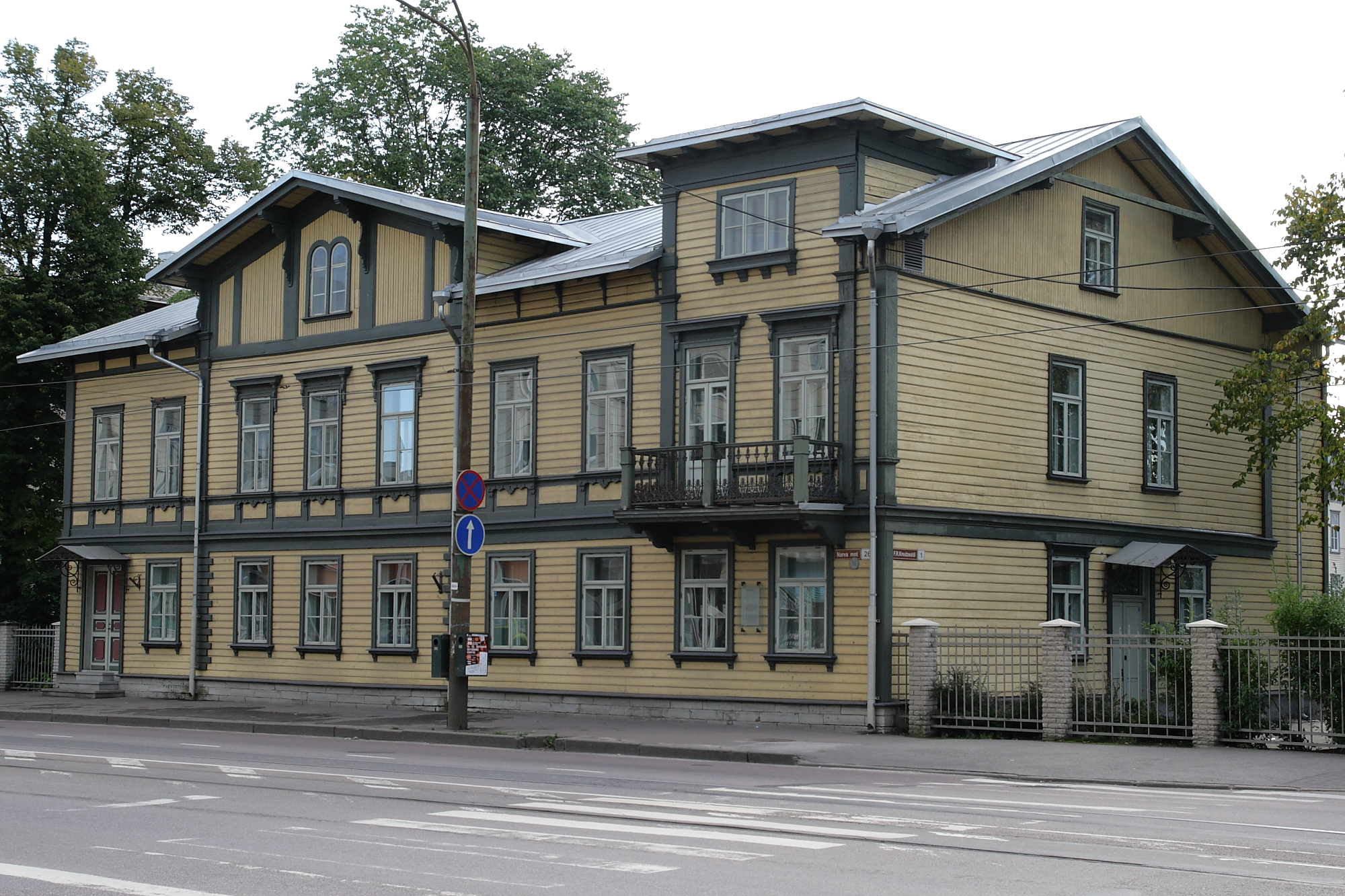
Дом 26
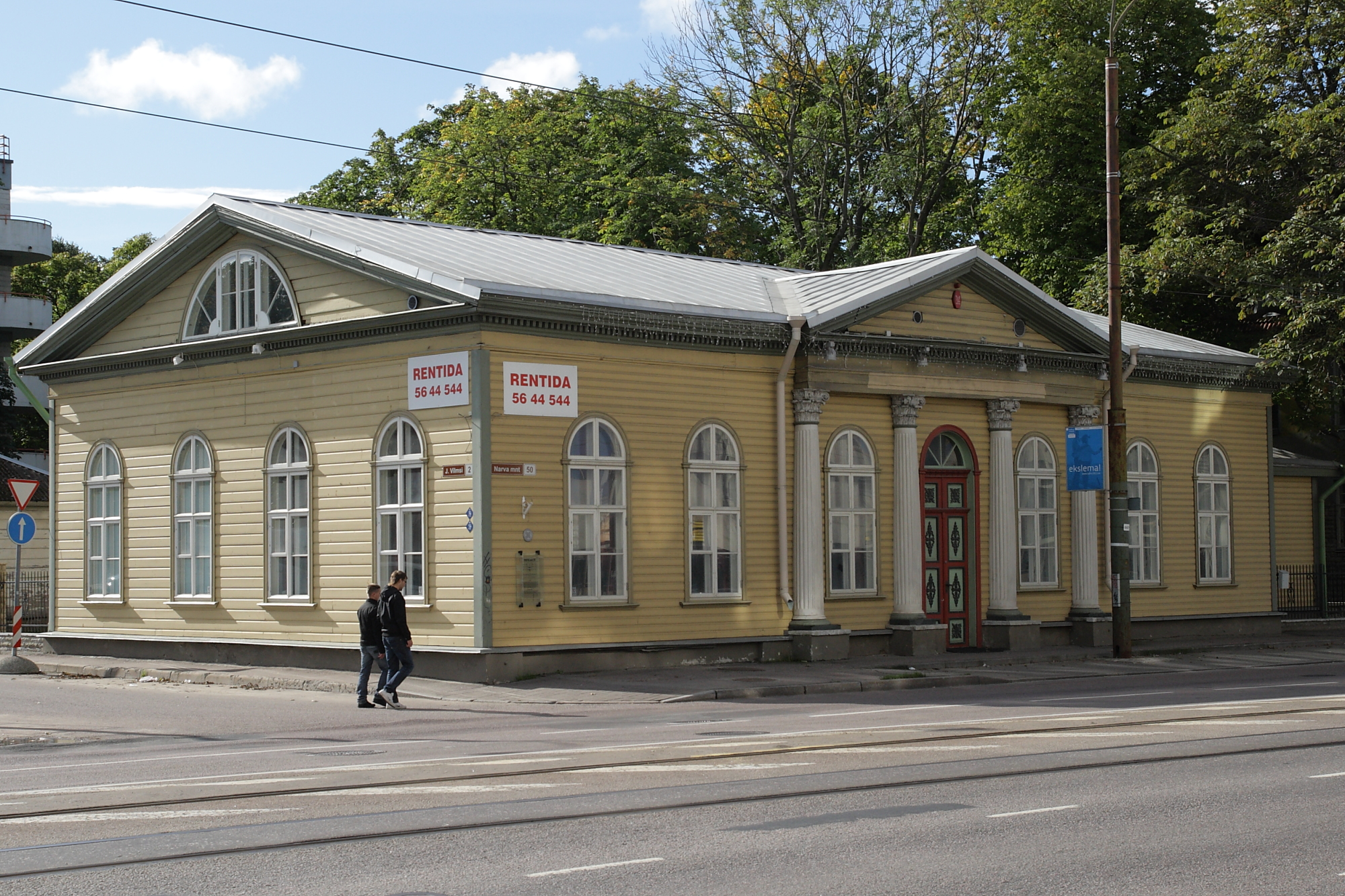
Дом 50
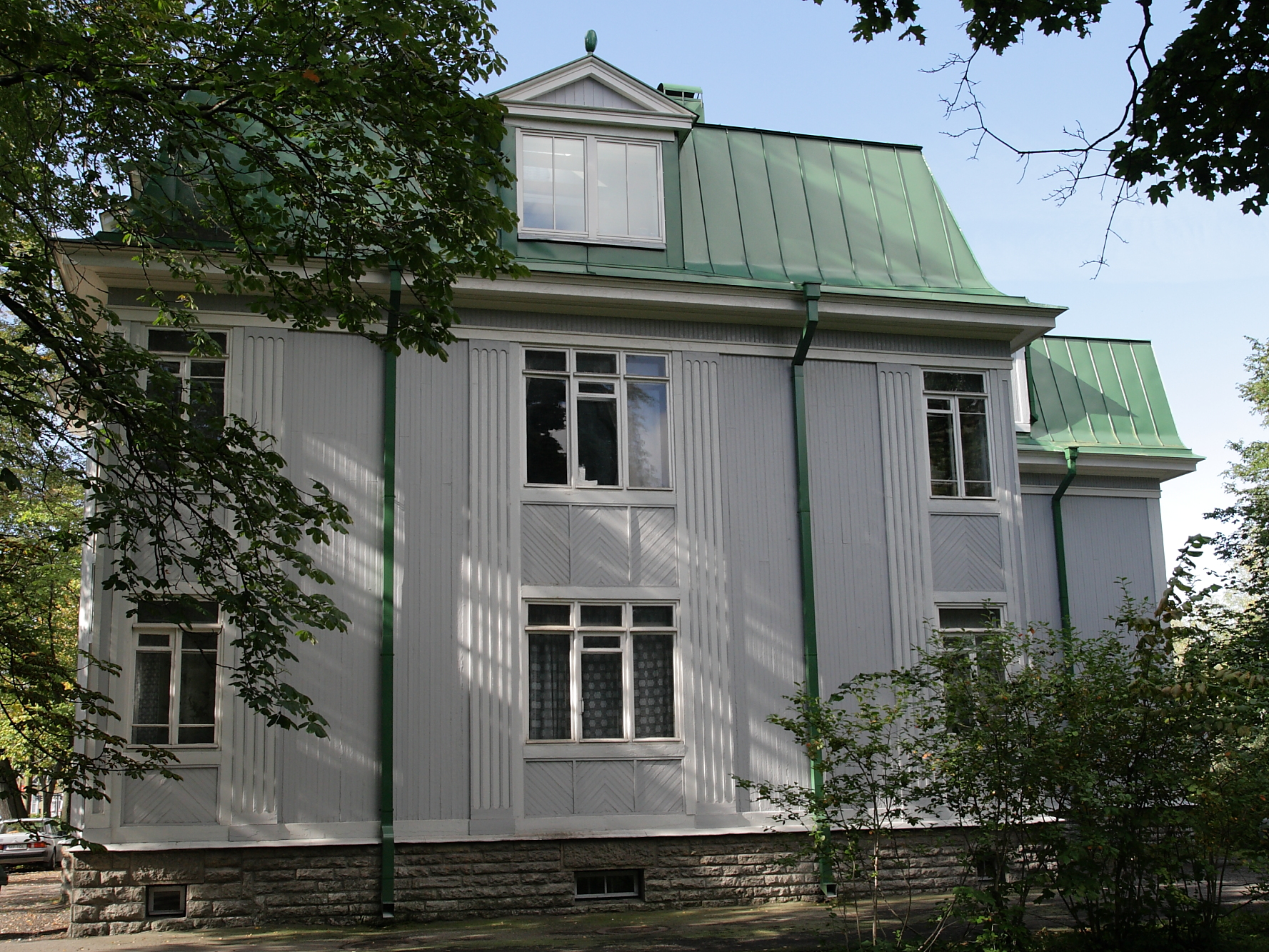
Дом 55
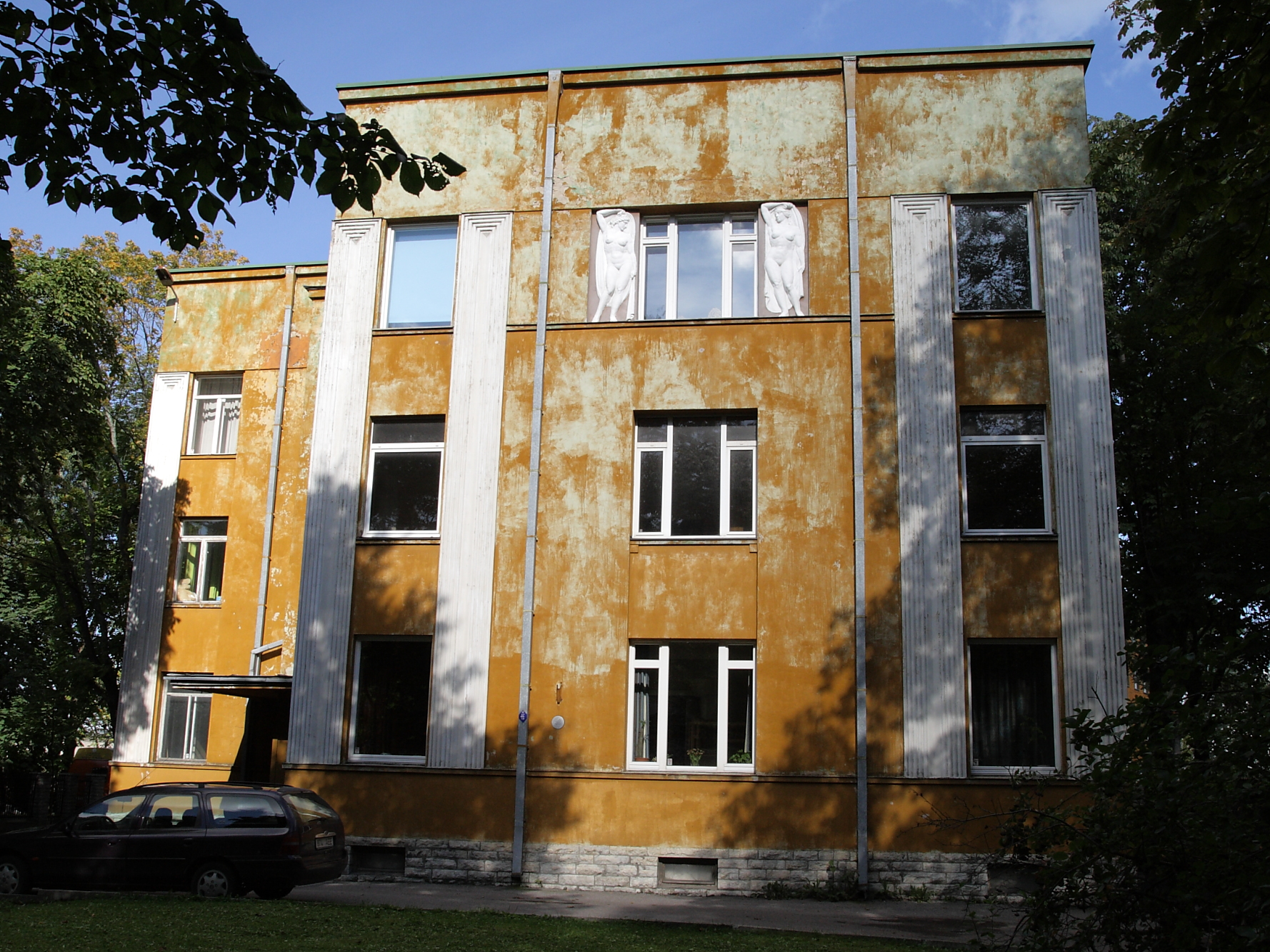
Дом 57